# Llista d'episodis de Bola de Drac
Aquesta és una llista d'episodis de l'anime Bola de Drac, primera de les tres sèries derivades del manga amb el mateix nom. Aquest anime va ser produït per Toei Animation i estrenat al Japó a Fuji TV el 28 de febrer de 1986 fins al 12 d'abril de 1989. Consta de 153 episodis que adapten els primers 16 volums dels 42 publicats. Està seguida per Bola de Drac Z, que adapta la resta dels volums, i Bola de Drac GT, una història original de l'anime. Aquests 153 episodis estan dividits en diverses sagues o temporades.
A Catalunya, la sèrie s'emet al SX3 i també s'ha emès a TV3, 33, K3, Canal 3XL i Canal Super3 i al País Valencià, per Canal 9.

## Temporades
| Temporada | Temporada                           | Episodis | Episodis | #  | #  | Dates d'emissió        | Dates d'emissió       | Dates d'emissió en català | Dates d'emissió en català |
| Temporada | Temporada                           | Episodis | Episodis | #  | #  | Primera emissió        | Última emissió        | Primera emissió           | Última emissió            |
| --------- | ----------------------------------- | -------- | -------- | -- | -- | ---------------------- | --------------------- | ------------------------- | ------------------------- |
|           | A la recerca de les 7 Boles de Drac | 1-13     | 1-13     | 13 | 13 | 26 de febrer de 1986   | 21 de maig de 1986    | 15 de febrer de 1990      | 1990                      |
|           | El 21è gran torneig d'arts marcials | 14-28    | 14-28    | 15 | 15 | 28 de maig de 1986     | 3 de setembre de 1986 | ?                         | ?                         |
|           | L'Exèrcit de la Cinta Vermella      | 29-45    | 29-45    | 17 | 17 | 10 de setembre de 1986 | 7 de gener de 1987    | ?                         | ?                         |
|           | El General Blue                     | 46-57    | 46-57    | 12 | 12 | 14 de gener de 1987    | 8 d'abril de 1987     | ?                         | ?                         |
|           | El General Red                      | 58-68    | 58-68    | 11 | 11 | 15 d'abril de 1987     | 1 de juliol de 1987   | ?                         | ?                         |
|           | El palau de la Baba, la Vident      | 69-83    | 69-83    | 15 | 15 | 8 de juliol de 1987    | 14 d'octubre de 1987  | ?                         | ?                         |
|           | El 22è gran torneig d'arts marcials | 84-101   | 84-101   | 18 | 18 | 21 d'octubre de 1987   | 17 de febrer de 1988  | ?                         | ?                         |
|           | L'arribada d'en Satanàs Cor Petit   | 102-122  | 102-122  | 21 | 21 | 24 de febrer de 1988   | 10 d'agost de 1988    | ?                         | ?                         |
|           | Entrenament al Palau de Déu         | 123-132  | 123-132  | 10 | 10 | 17 d'agost de 1988     | 2 de novembre de 1988 | ?                         | ?                         |
|           | El 23è gran torneig d'arts marcials | 133-148  | 133-148  | 16 | 16 | 9 de novembre de 1988  | 8 de març de 1989     | ?                         | ?                         |
|           | El casament                         | 149-153  | 149-153  | 5  | 5  | 15 de març de 1989     | 19 d'abril de 1989    | ?                         | ?                         |

## Episodis

### A la recerca de les 7 Boles de Drac (1986)
| # | Títol en català                                                                            | Adaptat | Data d'estrena al Japó | Data d'estrena a Catalunya | Data d'estrena a Catalunya | Audiència Canal 3XL (espectadors/share) |
| # | Títol en català                                                                            | Adaptat | Data d'estrena al Japó | Original                   | Canal 3XL                  | Audiència Canal 3XL (espectadors/share) |
| --- | ------------------------------------------------------------------------------------------ | ------- | ---------------------- | -------------------------- | -------------------------- | --------------------------------------- |
| 1 | Bulma i Son Goku Buruma to Son Gokū (ブルマと孫悟空)                                       | 1       | 28 de febrer de 1986   | 15 de febrer de 1990       | 2 de febrer de 2012        | 171.000 / 4,9%                          |
| En Son Goku és un nen normal i corrent que viu al peu del pic de Paozu. Un bon dia topa amb la Bulma, una noia que busca boles de drac i que ja n'ha trobat tres. A part del seu avi, que ja és mort, en Son Goku no havia vist mai cap altra persona i, per a ell, la Bulma és com un extraterrestre. Tot anant cap a la cabana d'en Son Goku, la Bulma descobreix que en Son Goku té una bola de drac. En Son Goku li explica que era del seu avi, i que és l'últim record que en té. La Bulma explica a en Son Goku que, quan totes set boles de drac estiguin juntes, al seu posseïdor se li concedirà el compliment d'un desig. Vol que en Son Goku li doni la seva, però ell s'hi nega, ja que és una de les poques coses que li va deixar el seu avi. Però la Bulma, almenys, convenç en Son Goku que l'acompanyi en la recerca, amb la promesa que s'ho passaran molt bé. Ja en ruta, la Bulma ha estat capturada per un pterànodon. En Son Goku llança un atac, colpeja l'ocellot prehistòric amb el seu bastó màgic, i aconsegueix salvar la Bulma. Aquesta, que ja no pot més, es fa pipí a les faldilles i en Son Goku es trenca de riure. |                                                                                            |         |                        |                            |                            |                                         |
| 2 | La primera part del viatge Arararaa! Tama ga Nai! (あらららー!タマがない!)                 | 2-3     | 5 de març de 1986      | ?                          | 2 de febrer de 2012        | 160.000 / 4,5%                          |
| La Bulma i en Son Goku fan quilòmetres fins que es fa fosc. Ella fa una casa amb una altra de les càpsules i en Son Goku es pensa que és una bruixa. En Son Goku entra al lavabo mentre la Bulma es banya i li pregunta per què té un segon "darrere" al pit. La Bulma li explica que no és un darrere, que, justament, es diuen ¿pits? i li clava una escridassada i li llança una ampolla de xampú al cap. En Son Goku constata que la Bulma menja coses molt estranyes i surt a caçar-se el sopar. Topa amb en Xao i la Mai, dos dels agents del malvat emperador Pilaf que també busquen les boles de drac. Més tard, en Son Goku es desperta i recorda amb enyorança que, de més petit, feia servir el seu avi de coixí. Intenta fer el mateix posant el cap entre les cames de la Bulma i s'adona que hi ha alguna diferència anatòmica. Li treu les calces a la noia per inspeccionar-la detingudament i queda horroritzat en veure que li falta una cosa. La Bulma es desperta alarmada pel crit d'en Son Goku, però de seguida comprova que no falta cap Bola de Drac. Finalment es fa de dia i en Son Goku surt a fer una mica d'exercici. Troba la tortuga marina Umigame, que ja fa un any que es va perdre i demana a en Son Goku que l'ajudi a tornar a casa. En Son Goku hi accedeix i la Bulma, que sap que, si no vol renunciar a la bola de drac d'en Son Goku, els ha d'acompanyar.        |                                                                                            |         |                        |                            |                            |                                         |
| 3 | Els núvols del Follet Tortuga Kame-Sen'nin no Kinto-Un (亀仙人のキント雲)                  | 3-4     | 12 de març de 1986     | ?                          | 3 de febrer de 2012        | 129.000 / 4,2%                          |
| En Son Goku porta l'Umigame cap al mar. Finalment, en Son Goku i la Bulma arriben al mar, i l'Umigame els diu que s'esperin, que va a buscar un amic. En Songoku queda meravellat per la quantitat d'aigua que hi ha en el "gran riu". La Bulma s'ho passa molt bé jugant a la sorra. L'Umigame torna amb un curiós ermità a sobre la closca. La tortuga explica al Follet Tortuga que en Son Goku l'ha ajudat a tornar al mar, i aquest, com a premi, dona a en Son Goku el núvol Kinton, que només transporta persones de cor pur. La Bulma veu que l'ancià té una bola de drac i li demana que la hi doni, però el Follet Tortuga vol alguna cosa a canvi. La Bulma s'aixeca les faldilles creient que li ensenyarà les calces però, és clar, en Goku les hi ha tret durant la nit. El Follet Tortuga, molt agraït, li dona la Bola de Drac. |                                                                                            |         |                        |                            |                            |                                         |
| 4 | Ulong, el segrestador Hitosarai Yōkai Ūron (人さらい妖怪ウーロン)                          | 4-6     | 19 de març de 1986     | ?                          | 3 de febrer de 2012        | 118.000 / 3,7%                          |
| La Bulma i en Goku arriben a un poble que sembla desert. Mentre busquen els veïns per preguntar-los si tenen alguna bola de drac, en Goku és atacat per un home que li trenca una destral pel cap. De seguida descobreixen per què està desert, el poble. Hi ha un terrible monstre que se n'endú les noies. La Bulma proposa un pacte: si en Goku captura l'Ulong, els veïns del poble li donaran la seva bola de drac. En Goku es disfressa de noia per intentar descobrir on és el cau secret d'Ulong, però la bèstia el sorprèn mentre fa pipí al mig del bosc. Finalment, en Goku redueix l'Ulong, rescata les noies del poble i aconsegueix la bola de drac. En realitat, l'Ulong no tenia les noies empresonades, sinó que les tractava com a reines i les alimentava molt bé. Tampoc era el gran mostre que semblava ser, sinó que és un porquet que té capacitat per a transformar-se en qualsevol cosa. |                                                                                            |         |                        |                            |                            |                                         |
| 5 | El temible i solitari Iamxa Tsuyokute Warui Sabaku no Yamucha (つよくて悪い砂漠のヤムチャ) | 6-8     | 26 de març de 1986     | ?                          | 4 de febrer de 2012        | 48.000 / 1,6%                           |
| El trio format per la Bulma, en Goku i l'Ulong es dirigeix a la muntanya de la Paella. En Goku vol assegurar-se que l'Ulong és mascle i fa que s'enfadi. Quan sent que han de travessar el desert on viu en Iamxa, intenta escapar-se de la Bulma i en Goku, però la Bulma el reté amb un petit encanteri que li fa venir ganes de fer un riu. Cada vegada que s'atura, la Bulma i en Goku el tornen a agafar. En Iamxa i en Puar troben al trio protagonista enmig del desert i els exigeixen les càpsules. en Goku té l'estómac buit i li fallen les forces, però s'enfronta a en Iamxa. El combat és dur, fins que en Iamxa es fixa en la Bulma i es queda glaçat, ja que les dones li fan por. Puar l'ha d'ajudar a retirar-se al seu amagatall del desert. |                                                                                            |         |                        |                            |                            |                                         |
| 6 | Compte amb les Boles de Drac! Mayonaka no Hōmonsha-tachi (真夜中の訪問者たち)              | 9-10    | 2 d'abril de 1986      | 21 de febrer de 1990       | 4 de febrer de 2012        | 50.000 / 1,6%                           |
| En Iamxa i en Puar persegueixen el trio a bon pas per venjar-se d'en Son Goku. Els nostres amics s'aturen a passar la nit al bosc i en Goku i l'Ulong fan un mos. L'Ulong dona al Son Goku i a la Bulma una poció somnífera perquè en Goku no li pugui impedir veure la Bulma despullada, ja que sempre mira d'espiar-la mentre es dutxa i ella l'adverteix sempre que faci el favor de no fer-ho. En Iamxa mira per la finestra i veu la Bulma dutxant-se. Després, escolta la conversa entre en Goku i l'Ulong. Descobreix que les boles de drac faran que es concedeixi el compliment d'un desig a qui les tingui totes, cosa que podria solucionar el seu problema amb les dones. La Bulma se'n va a dormir, i en Iamxa i en Puar aprofiten per a intentar robar les boles de drac. L'Ulong pren la forma de la Bulma i en Puar pren la forma d'en Goku, però finalment tots dos descobreixen qui és l'altre. La Bulma es desperta i torna a espantar en Iamxa. |                                                                                            |         |                        |                            |                            |                                         |
| 7 | Ox-satan, el monstre del mont Frypan Furaipan Yama no Gyūmaō (フライパン山の牛魔王)        | 11-12   | 9 d'abril de 1986      | 22 de febrer de 1990       | 5 de febrer de 2012        | 169.000 / 4,6%                          |
| En Goku, la Bulma i l'Ulong s'acosten a la muntanya de la Paella. L'Ulong torna a provar de fugir, però la Bulma torna a fer servir el truc del pipí per obligar-lo a quedar-se. Mentrestant, en Iamxa i en Puar, que els segueixen, veuen un dinosaure que empaita una nena. La nena es defensa amb gran eficàcia: decapita el dinosaure, cosa que traumatitza bastant en Iamxa. A més, a continuació, la nena ataca en Iamxa, que es veu obligat a estabornir-la. En Goku surt en missió de reconeixement cap a la muntanya cremant, però no s'hi pot acostar. Un home gran i fort apareix de sobte i dona un gran ensurt a la Bulma i l'Ulong. Quan en Son Goku torna, l'home veu que cavalca el núvol Kinton i s'adona que deu conèixer el Follet Tortuga. Encara es queda més parat en descobrir que en Goku és net del gran Son Gohan. L'home li demana a en Goku que busqui la seva filla Xixi i que vagi a demanar al Follet Tortuga un instrument misteriós que es diu baixoixen i que té la facultat d'apagar les muntanyes cremants. En Iamxa s'adona que la noia que ha estabornit és la filla d'aquest home i vol auxiliar-la, però en Goku arriba per endur-se-la cap a l'illa de Kame-Senin. La Xixi puja al núvol Kinton i s'agafa a la cua de Songoku, cosa que deixa en Goku coix i revela el seu punt feble als espectadors. En Iamxa, que ho ha vist tot, s'alegra molt de la descoberta. |                                                                                            |         |                        |                            |                            |                                         |
| 8 | L'efecte Kamehame Kame-Sen'nin no Kamehameha (亀仙人のカメハメ波)                          | 13-15   | 16 d'abril de 1986     | ?                          | 5 de febrer de 2012        | 205.000 / 5,5%                          |
| En Goku i la Xixi volen anar a casa del Follet Tortuga per a demanar-li el baixoixen, una mena de ventall gegant que serveix per a crear enormes ratxes de vent. Amb la col·laboració d'un dofí molt amable, arriben a l'illa. La Xixi posa a prova el vell per veure si és realment el Follet Tortuga. Aquest, decideix anar a la muntanya de la Paella per posar fi al problema personalment. El seu antic deixeble, el pare de la Xixi, rep al Follet Tortuga (a qui anomena Mestre Mutenroshi) molt afectuosament. El Follet Tortuga, a més, s'assabenta que en Goku és net del recentment desaparegut Son Gohan. El Follet Tortuga veu el foc enorme que crema a la muntanya, però només l'apagarà després de veure els pits de la Bulma. La Bulma es posa furiosa, però finalment, veient que és l'única manera d'aconseguir la Bola de Drac, accepta la condició. En Follet Tortuga fa el kamehameha, que no tan sols apaga el foc sinó que destrueix el castell que hi havia al mig. En Goku, admirat, imita al Mestre Mutenroshi amb un kamehameha a escala reduïda. La Bulma troba la Bola de Drac i el trio reprèn la marxa després d'acomiadar-se de la Xixi, del seu pare i del Follet Tortuga. |                                                                                            |         |                        |                            |                            |                                         |
| 9 | La banda del conill Usagi Oyabun no Tokui Waza (うさぎオヤブンの得意技)                    | 16-17   | 23 d'abril de 1986     | ?                          | 6 de febrer de 2012        |                                         |
| En Goku, la Bulma i l'Ulong s'aturen en una ciutat. La Bulma vol comprar càpsules Hoi-Poi. Els veïns del poble veuen que porta el vestit de conill que li ha deixat l'Ulong, però resulta que també és l'uniforme del grup terrorista que domina la ciutat. La Bulma s'estranya que la gent la tracti amb tanta amabilitat i aviat descobreix que un exèrcit de conills tiranitza la població. En Goku apallissa dos dels criminals del grup. Els dos apallissats fan venir el seu cap. El cap conill alça la mà davant la Bulma en una espècie de salutació. En Iamxa, que ho ha observat tot des que el trio ha arribat a la ciutat, sap que el contacte amb el cap converteix la gent en pastanaga, però no és a temps d'evitar que la Bulma el toqui. La Bulma es converteix en pastanaga i en Goku es veu obligat a aguantar-se les ganes de venjar-se. Els dos esbirros del cap conill estomaquen en Goku fins que en Iamxa decideix ajudar-lo. En Puar es converteix en ocell i s'endú la pastanaga. En Iamxa apallissa els esbirros i en Goku finalment derrota al cap conill. |                                                                                            |         |                        |                            |                            |                                         |
| 10 | Han robat les boles de drac! Doragon Bōru Ubawareru!! (D.B.うばわれる!!)                   | 18      | 30 d'abril de 1986     | ?                          | 6 de febrer de 2012        |                                         |
| En Goku, la Bulma i l'Ulong travessen un desert cobert de bolets gegants a la recerca de l'última Bola de Drac. De sobte, en Xao llança un míssil contra el seu vehicle aeri i els abat. La Mai els roba les boles de drac i es refugia al castell d'en Pilaf sense que en Goku ho pugui evitar. La Bulma està molt disgustada, però en Goku la consola: encara els queda la Bola de Drac del seu avi. En Iamxa i en Puar, per no perdre la possibilitat d'aconseguir les Boles de Drac, els tornen a ajudar. Acompanyen el trio fins al castell, que és ple de llargs túnels foscos amb moltes trampes. En Xao i la Mai fan entrar els cinc aventurers en un cul-de-sac. |                                                                                            |         |                        |                            |                            |                                         |
| 11 | Apareix el drac! Tsui ni Doragon Arawaru! (ついに龍あらわる!)                              | 19      | 7 de maig de 1986      | ?                          | 7 de febrer de 2012        | 155.000 / 4,8%                          |
| La Bulma, en Iamxa, en Goku, l'Ulong i en Puar estan atrapats. En Pilaf apareix en una pantalla de televisió i exigeix que li lliurin l'última Bola de Drac. La Bulma se'n riu, però en Pilaf se l'endú per torturar-la. La Bulma resisteix la tortura, que en realitat no era una tortura sinó pessigolles, i en Pilaf decideix adormir-los tots amb gas per prendre'ls la Bola de Drac, però s'oblida de posar-se la màscara antigàs i queda adormit al seu costat, mentre en Xao i la Mai s'enduen el botí. Quan la colla de les Boles de Drac es desperta, s'adona que en Xao i la Mai s'han oblidat de tornar a bloquejar el cul-de-sac. S'escapen, però són perseguits pels túnels per una bola gegant, que finalment els torna a arraconar en un altre cul-de-sac. En Pilaf, en Xao i la Mai surten del castell per conjurar el drac Shenron. En Goku fa un petit forat amb un kamehameha i en Puar i l'Ulong surten a intentar impedir que en Pilaf obtingui el seu desig. |                                                                                            |         |                        |                            |                            |                                         |
| 12 | El desig del gran Pilaf Shenron e no Negai (神龍への願い)                                  | 20-21   | 14 de maig de 1986     | ?                          | 7 de febrer de 2012        | 173.000 / 5,2%                          |
| En Pilaf no recorda quin desig volia demanar al drac. L'Ulong recobra la seva forma habitual i desitja unes calces. El drac Shenron li concedeix el desig i les boles de drac es dispersen pel món sencer. En Goku, la Bulma i en Iamxa aconsegueixen sortir de la seva presó de pedra i fugir. Però en Xao i la Mai tornen a capturar-los, i ara en Pilaf els tanca en una gàbia metàl·lica que, al sol del migdia, s'escalfarà com un forn. Els presoners tenen la mort molt a prop però, de sobte, en Goku recorda una cosa que li va explicar el seu avi: la història d'un monstre que sortia quan hi havia lluna plena. En Goku mira la lluna fixament i es transforma en un simi gegant. |                                                                                            |         |                        |                            |                            |                                         |
| 13 | La transformació d'en Goku Gokū no Dai-Henshin (悟空の大変身)                              | 22-23   | 21 de maig de 1986     | ?                          | 8 de febrer de 2012        | 145.000 / 4,8%                          |
| En Son Goku, en forma de simi, destrueix la gàbia metàl·lica. La gran bèstia comença a enderrocar el castell i desperta en Pilaf, el Xao i la Mai, que pugen a un avió per intentar reduir en Goku a trets, però aquest els derrota fàcilment i, a continuació, agafa la Bulma amb la intenció de menjar-se-la. En Puar es transforma en unes grans tisores i talla la cua del simi gegant, que torna a convertir-se en Goku, però ara sense cua, que no entén què ha passat amb el castell ni com han sortit del forn on els havia ficat en Pilaf. En Iamxa i la Bulma s'enamoren. En Goku, que s'ha d'acostumar a caminar sense cua, anuncia als seus amics que se'n va a l'illa del Follet Tortuga per entrenar-se amb el gran mestre. |                                                                                            |         |                        |                            |                            |                                         |

### El 21è gran torneig d'arts marcials (1986)
| # | Títol en català                                                                           | Adaptat | Data d'estrena al Japó | Data d'estrena a Catalunya | Data d'estrena a Catalunya | Audiència Canal 3XL (espectadors/share) |
| # | Títol en català                                                                           | Adaptat | Data d'estrena al Japó | Original                   | Canal 3XL                  | Audiència Canal 3XL (espectadors/share) |
| --- | ----------------------------------------------------------------------------------------- | ------- | ---------------------- | -------------------------- | -------------------------- | --------------------------------------- |
| 14 | El rival d'en Goku Gokū no Raibaru? Sanjō!! (悟空のライバル? 参上!!)                      | 24-25   | 28 de maig de 1986     | ?                          | 8 de febrer de 2012        | 126.000 / 4,1%                          |
| En Son Goku vol començar la preparació amb el Follet Tortuga. Aquest, posa una condició per acceptar en Son Goku com a deixeble: que li trobi una noia ben eixerida. En Goku, que de noies no hi entén gaire, en troba dues que no són el tipus del Follet Tortuga. Mentrestant, en Iamxa, la Bulma, en Puar i l'Ulong tenen un accident a la selva i han de tornar a la civilització a peu. Una persona amb el cap pelat els avança corrent a tota velocitat. Inesperadament, el calb arriba a l'illa del Follet Tortuga, es presenta com a Krilín i dona una revista pornogràfica al Follet Tortuga per guanyar-se la seva simpatia. Però el regal no és suficient perquè el Mestre Mutenroshi decideixi qui serà el seu protegit, i dona a en Krilín les mateixes instruccions que a en Son Goku: amb fotografies no en té prou. En Krilín i en Goku pugen al núvol i se'n van a buscar la noia eixerida que farà que el Follet Tortuga accedeixi a instruir-los. |                                                                                           |         |                        |                            |                            |                                         |
| 15 | Lange, la noia misteriosa Fushigi na On'na no Ko Ranchi (?な女の子ランチ)                 | 26-27   | 4 de juny de 1986      | ?                          | 9 de febrer de 2012        | 189.000 / 5,8%                          |
| En Goku i en Krilín busquen una noia que pugui agradar al Follet Tortuga, però la recerca és una pèrdua de temps. En Krilín ha de demostrar a en Goku que és un nen, ja que aquest té problemes per distingir el sexe de les persones. Mentrestant, una noia entra en un bar i, després de demanar una beguda, esternuda i es transforma en un lladre molt perillós. La noia, que es diu Lange, atraca el bar i assalta un tren. Comença una persecució trepidant. Però la Lange torna a esternudar i a convertir-se en una noia normal i corrent. La policia decideix que l'ha de detenir igualment, però en Goku i en Krilín se l'enduen a l'illa del Follet Tortuga i el vell es mostra satisfet de l'actuació dels seus deixebles. La Lange esternuda i en Goku, en Krilín i el Follet Tortuga descobreixen les peculiaritats de la noia. |                                                                                           |         |                        |                            |                            |                                         |
| 16 | Buscant pedres Shugyō · Ishi Sagashi (修業 · 石さがし)                                    | 28-29   | 11 de juny de 1986     | ?                          | 9 de febrer de 2012        | 205.000 / 6%                            |
| Ara que té dos alumnes i la companyia d'una noia, el Follet Tortuga decideix traslladar-se a uns nous terrenys, on organitza unes curses per comprovar la velocitat d'en Goku i d'en Krilín. En Krilín recorre la distància en 10,4 segons; en Goku, en 8,5 segons, i el Follet Tortuga destrossa l'actitud arrogant dels seus alumnes en fer-ho en 5,6 segons. El primer repte important que el Follet Tortuga proposa a en Goku i a en Krilín és que localitzin una pedra on ha escrit el seu nom. Llança la pedra al mig de la selva i els dona només mitja hora perquè la trobin. El que la trobi soparà, i l'altre no. En Son Goku s'endinsa en la vegetació immediatament. En Krilín intenta falsificar l'autògraf del mestre, però el Follet Tortuga el descobreix fàcilment. En Goku acaba per trobar la pedra, però en Krilín fa servir la seva aptitud per a l'engany per prendre-la-hi, la porta al Follet Tortuga i en Goku es queda sense sopar. Els comensals s'intoxicaran, per consol del Goku. |                                                                                           |         |                        |                            |                            |                                         |
| 17 | A repartir llet Inochigake! Gyūnyū Haitatsu (命がけ! 牛乳はいたつ)                        | 30      | 18 de juny de 1986     | ?                          | 10 de febrer de 2012       | -                                       |
| El segon dia de preparació, el Follet Tortuga es lleva més aviat d'hora: a dos quarts de cinc del matí! Quan es disposa a despertar en Goku, s'adona que dorm al costat de la Lange, que s'ha transformat en la seva meitat dolenta. El Follet Tortuga vol despertar en Goku amb delicadesa, però aquest es desperta amb molta energia i el saluda a tot volum. La Lange també es desperta i, quan en Goku li diu que han dormit al mateix llit, el vol matar. En Goku li aconsella que continuï dormint i l'estaborneix. El Follet Tortuga s'endú els seus alumnes al magatzem de distribució de llet. Els fa córrer en lloc de caminar i els fa pujar moltes escales per portar llet a un monjo ancià que viu dalt d'una muntanya. El monjo esmenta un torneig d'arts marcials, cosa que ajuda a en Goku i a en Krilín a recuperar la força de voluntat que han perdut durant el llarg matí. El Follet Tortuga acaba el repartiment de la llet amb una exhibició d'equilibri, resistència i rapidesa. |                                                                                           |         |                        |                            |                            |                                         |
| 18 | L'entrenament del Follet Tortuga Kame-senryū Kitsūi Shugyō (亀仙流きつーい修業)           | 31      | 25 de juny de 1986     | ?                          | 10 de febrer de 2012       | 126.000 / 4,1%                          |
| Després de repartir llet, toca fer feines del camp. En Goku i en Krilín han de llaurar sense eines: amb les mans. A mig matí, el Follet Tortuga interromp els esforços físics per impartir una mica de preparació teòrica. En Goku s'impacienta: vol saber quan els ensenyaran a lluitar. El Follet Tortuga li respon que la preparació que estan fent l'enfortirà molt. El mestre demana als alumnes que travessin un llac nedant, però al llac hi viu un tauró. Després, els lliga a un arbre habitat per una colònia d'abelles, que els obliga a executar ràpides maniobres d'esquivament. Les sessions d'instrucció del Follet Tortuga s'allarguen des de primera hora del matí fins a mitja tarda i, a més, el mestre obliga als dos deixebles a fer tots els exercicis amb una closca de tortuga de vint quilos a l'esquena. |                                                                                           |         |                        |                            |                            |                                         |
| 19 | El gran torneig de les arts marcials Tenka’ichi Budōkai Hajimaru! (天下一武道会はじまる!) | 32-33   | 2 de juliol de 1986    | ?                          | 11 de febrer de 2012       | 77.000 / 3%                             |
| En Goku i en Krilín s'entrenen cada dia durant cinc mesos. Sense fer una preparació específica per a la lluita, i sense adonar-se'n, s'han posat molt en forma. En Goku sorprèn el Follet Tortuga desplaçant una roca gran com una casa de dos pisos quan li ho havia proposat de broma. El mestre diu als dos alumnes que es poden treure la closca de tortuga de l'esquena. En Goku i en Krilín no se saben avenir de com estan d'àgils i ràpids. La Lange els regala un vestit nou per al torneig. Mentrestant, la Bulma renya en Iamxa per no haver-li escrit durant el període d'entrenament. En Goku i en Krilín saluden en Iamxa, la Bulma, l'Ulong i en Puar. El Follet Tortuga vol que la Bulma el saludi amb un regal especial i rep un cop de martell al cap. En Goku i el Krilín es treuen el vestit i es posen un uniforme més adequat per al combat. El Follet Tortuga anuncia que es retira a veure els combats des d'un racó discret, entre el públic. En Goku, en Krilín i en Iamxa es disposen a afrontar les primeres eliminatòries. La seva vida canviarà per sempre. |                                                                                           |         |                        |                            |                            |                                         |
| 20 | Les eliminatòries Deru ka!? Shugyō no Iryoku (でるか!? 修行の威力)                        | 33-34   | 9 de juliol de 1986    | ?                          | 11 de febrer de 2012       | 104.000 espectadors / 4%                |
| La fase preliminar deixarà només vuit dels 137 participants en competició. Cadascun dels inscrits ha d'agafar un paper d'una caixa per saber a quin ring ha de lluitar. A en Goku i en Krilín els toca el tercer ring, però afortunadament no s'hauran d'enfrontar entre ells. En Iamxa lluitarà al segon ring. En Goku i en Krilín derroten els seus contrincants amb un esforç mínim. En Krilín, casualment, s'enfronta a un dels seus antics companys d'entrenament i el guanya sense cap problema. En Iamxa també demostra que s'ha preparat bé. Tots tres es classifiquen per a la fase final. Però qui és, aquest misteriós Jackie Chun que sembla tan flemàtic? |                                                                                           |         |                        |                            |                            |                                         |
| 21 | Atenció, Krilin! Ayaushi! Kuririn (危うし! クリリン)                                      | 35-36   | 16 de juliol de 1986   | ?                          | 12 de febrer de 2012       | -                                       |
| En Goku, en Krilín i en Iamxa ja són a la fase final. Els altres cinc finalistes són en Giran, que és una mena de dinosaure; la Lanfan, una noia molt bonica i provocadora; en Namu, un pobre indígena que necessita guanyar el torneig per salvar el seu poble de la desaparició; el Bacterià, un home gros i brut que no s'ha dutxat mai, i en Jackie Chun, un ancià calmós i excèntric. En Son Goku, gràcies als seus agudíssims sentits, ensuma el Bacterià abans que ningú. En Jackie Chun intenta convèncer el locutor que el deixi enfrontar-se a la Lanfan sense sorteig, i el locutor el censura per demanar-li que se salti el reglament. L'atzar decideix els enfrontaments, que són els següents: en Krilín contra el Bacterià, en Iamxa contra en Jackie Chun, la Lanfan contra en Namu i en Son Goku contra en Giran. El primer combat comença de seguida. El Bacterià utilitza les seves tècniques aromàtiques, però en Son Goku s'adona que en Krilín no té nas i que les pudors que sent són producte de la seva imaginació. En Krilín esquiva unes quantes escopinades i clava un cop de peu al cap al Bacterià, per després rematar-lo amb l'armament de què ell mateix ha estat víctima. |                                                                                           |         |                        |                            |                            |                                         |
| 22 | El gran Jackie Chun Yamucha Tai Jakkī Chun (ヤムチャVSジャッキーチュン)                   | 37-38   | 23 de juliol de 1986   | ?                          | 12 de febrer de 2012       | -                                       |
| En Goku i en Krilín estan tan contents com si s'haguessin proclamat campions. En Jackie Chun i en Iamxa pugen al ring. En Iamxa comença amb uns quants moviments ràpids i el seu atac "huracà del llop" marca de la casa, però en Jackie s'escapoleix de tots els cops i deixa en Iamxa en evidència. Finalment, en Jackie llança un cop ràpid que no arriba a tocar en Yamsha però el fa sortir volant fora del ring. En tornar a l'àrea d'espera, en Jackie Chun comprèn per què en Namu s'ha inscrit al torneig de lluita: és d'un poblat molt pobre on la sequera està arruïnant la terra i l'economia, i vol aconseguir diners com sigui per fer-hi arribar aigua. El seu combat contra la Lanfan comença, i en Namu es resisteix a colpejar la noia. Finalment fa el cor fort i ataca la Lanfan, la qual respon despullant-se i quedant-se només en roba interior, cosa que deixa en Namu glaçat. La Lanfan avança cap en Namu, que gairebé cau del ring, però tanca els ulls, recorda el seu poble i, amb un cop sec, deixa la Lanfan fora de combat i es proclama vencedor. Mentrestant, el caràcter peculiar d'en Jackie Chun es comença a manifestar contínuament, i sobretot durant els combats. |                                                                                           |         |                        |                            |                            |                                         |
| 23 | Giran, el lladregot Detā! Kyōteki Giran (出たーっ! 強敵ギラン)                            | 39-40   | 30 de juliol de 1986   | ?                          | 13 de febrer de 2012       | 201.000 / 5.8%                          |
| Una tempesta sobtada provoca la suspensió provisional del torneig. Molts dels participants ho aprofiten per anar al bar a menjar alguna cosa i fer un glop. Els antics companys d'en Krilín tenen un enfrontament amb en Giran, i aquest intenta atacar en Iamxa, però en Jackie Chun els recorda els principis ètics de l'Art Marcial i fa fora en Giran. La tempesta passa i es reprèn el torneig, però ningú sap on és en Goku. Finalment, en Krilín el localitza. En Goku torna fent tentines cap al ring. Diu que la calor li ha fet venir son. Comença l'últim combat i sembla que en Goku s'ha d'imposar fàcilment al Giran amb uns quants cops. En Giran decideix utilitzar la seva millor arma: el guru-guru. És uns substància que immobilitza en Goku i facilita el seu atac. En Goku, com a últim recurs, utilitza el Kinton. Després d'un petit debat, l'àrbitre perdona l'ús del núvol però decideix que no es pot tornar a fer servir. En Giran intenta donar un cop de puny a en Goku, però en Songoku li agafa el braç amb la cua, que acaba de fer una reaparició inesperada. En Son Goku s'allibera del guru-guru i derrota el seu advesari. |                                                                                           |         |                        |                            |                            |                                         |
| 24 | El gran combat d'en Krilín Kuririn Hisshi no Dai-Kōbōsen (クリリン必死の大攻防戦)         | 41-43   | 6 d'agost de 1986      | ?                          | 13 de febrer de 2012       | 154.000 / 4,7%                          |
| En Goku mostra el seu apèndix al públic. En Krilín no entén que en Goku no li hagi dit abans que té cua. En Krilín explica al locutor que els ha entrenat el Follet Tortuga i que no els han de subestimar perquè siguin nens. En Iamxa acusa en Jackie Chun de ser el Follet Tortuga, però en Jackie ho nega. Abans que comenci el següent combat, en Jackie pren el micròfon al locutor i es posa a cantar. En Goku l'acompanya i tothom ha de suportar uns minuts de galls. Finalment comença la primera semifinal. En Krilín i en Jackie Chun intercanvien cops a tanta velocitat que el locutor no té temps de narrar-los. Per tant, en Krilín i en Jackie Chun decideixen repetir una fase del combat a càmera lenta. En Krilín fa servir l'arma secreta: deixa caure unes calces de noia sobre el ring. En Jackie Chun s'hi llança a sobre i en Krilín l'envia enlaire d'un cop, però en Jackie torna al ring per mitjà del kamehameha. En Krilín llança un nou cop però falla. En Jackie Chun se situa al seu darrere i el deixa inconscient d'un cop al cap. |                                                                                           |         |                        |                            |                            |                                         |
| 25 | Karate aeri Tate Gokū! Osoru Beki Tenkū Pekeji-ken (たて悟空! 恐るべき天空X字拳)          | 44-46   | 13 d'agost de 1986     | ?                          | 14 de febrer de 2012       | 119.000 / 3,3%                          |
| Després de l'episodi de les calces, en Iamxa encara té més ganes de desemmascarar en Jackie Chun i fins i tot intenta treure-li la suposada perruca, però sense resultats. La segona semifinal comença de seguida. En Goku i en Namu intercanvien atacs. Els d'en Goku són força elaborats, mentre que en Namu, sobretot, intenta no perdre la calma. En Goku llança un cop amb giravolts, però el més perjudicat és ell mateix. En Namu decideix utilitzar el picat des de l'aire, i clava un cop al coll de Son Goku. El locutor comença a comptar i, quan està a punt d'arribar a deu, En Goku es torna a aixecar. En Namu intenta un altre picat i en Goku decideix no esperar que arribi a baix. Intercanvien uns quants cops aeris tot desafiant la llei de la gravetat. En Goku baixa primer i colpeja en Namu abans que aterri i l'envia fora del ring. En Namu ha fracassat en la seva missió, però felicita en Goku. Abans que se'n vagi, en Jackie Chun el va a trobar i li revela la seva autèntica identitat. El Follet Tortuga no vol que en Goku ni en Krilín guanyin el torneig per evitar que es tornin massa pretensiosos. Dona a en Namu una càpsula hoi-poi que farà que plogui al seu poble. A canvi, li demana un favor que en Namu accepta fer-li de bon grat. La final està decidida: en Goku contra en Jackie Chun! |                                                                                           |         |                        |                            |                            |                                         |
| 26 | La gran final Kesshōsen da!! Kamehame-Ha (決勝戦だ!! カメハメ波)                          | 46-49   | 20 d'agost de 1986     | 20 de març de 1990         | 14 de febrer de 2012       | 86.000 / 2,3%                           |
| Per fi ha arribat el dia de la gran final, que disputaran en Son Goku i en Jackie Chun, que és el Follet Tortuga disfressat. El mestre volia evitar que en Son Goku o en Krilin, que encara són molt joves, guanyessin el torneig abans d'acabar la seva formació. Comença el combat entre mestre i alumne, una final plena d'emoció i d'atacs sorprenents. |                                                                                           |         |                        |                            |                            |                                         |
| 27 | En Son Goku en plena crisi Gokū · Saidai no Pinch (悟空 · 最大のピンチ)                   | 49-51   | 27 d'agost de 1986     | ?                          | 15 de febrer de 2012       | 169.000 / 5,6%                          |
| El combat de la gran final entre en Son Goku i en Jackie Chun fa hores que dura i el sol es comença a amagar. Finalment el mestre ha deixat anar el seu kamehame i quan en Son Goku estava a punt de caure derrotat, els rajos de la lluna plena l'han transformat en una bèstia enorme. Ara, amb la força brutal d'en Son Goku, pot passar qualsevol cosa... |                                                                                           |         |                        |                            |                            |                                         |
| 28 | La final Gekitotsu!! Pawā Tai Pawā (激突!! パワー対パワー)                                | 52-54   | 3 de setembre de 1986  | ?                          | 15 de febrer de 2012       | 187.000 / 5,8%                          |
| El kamehame d'en Jackie Chun ha destrossat mig estadi on es disputa el 21è gran torneig d'arts marcials, però l'increïble atac anava dirigit a la Lluna, no pas a en Son Goku, que ha tornat a la seva forma original. Ara que s'han acabat els atacs sorpresa i les transformacions, el combat continua cos a cos i més obert que mai. Aviat coneixerem el campió. |                                                                                           |         |                        |                            |                            |                                         |

### L'Exèrcit de la Cinta Vermella (1986-1987)
| # | Títol en català                                                                                | Adaptat  | Data d'estrena al Japó | Data d'estrena a Catalunya | Data d'estrena a Catalunya | Audiència Canal 3XL (espectadors/share) |
| # | Títol en català                                                                                | Adaptat  | Data d'estrena al Japó | Original                   | Canal 3XL                  | Audiència Canal 3XL (espectadors/share) |
| --- | ---------------------------------------------------------------------------------------------- | -------- | ---------------------- | -------------------------- | -------------------------- | --------------------------------------- |
| 29 | El llac màgic Futatabi Bōken Samayō Mizūmi (ふたたび冒険 さまよう湖)                           | 54       | 10 de setembre de 1986 | ?                          | 16 de febrer de 2012       | 124.000 / 3,7%                          |
| En Son Goku s'acomiada dels seus amics i comença una nova aventura a la recerca de la Bola de Drac de Quatre Estrelles del seu avi. Pel camí es trobarà amb en Namu, el granger pobre que va derrotar a les semifinals, i l'ajudarà a investigar per què s'ha assecat el riu que portava aigua al seu poble. Aviat descobriran que uns monstres hi han construït una presa.                      |                                                                                                |          |                        |                            |                            |                                         |
| 30 | La bola de quatre estrelles Pirafu to Nazo no Gundan (ピラフと謎の軍団)                        | Original | 17 de setembre de 1986 | ?                          | 16 de febrer de 2012       | 121.000 / 3,6%                          |
| Continua la cursa per trobar l'autèntica Bola de Drac de Quatre Estrelles. Ara s'hi han afegit l'emperador Pilaf amb els seus sequaços i el misteriós exèrcit del coronel Silver. La bola ha aparegut en una botiga, però sembla que el propietari en podria estar fent falsificacions. La clau podria estar al niu d'uns ocells que hi ha damunt de la botiga.                                  |                                                                                                |          |                        |                            |                            |                                         |
| 31 | Visca l'alcalde Gege! Nise Gokū Shutsugen!! (ゲゲ! ニセ悟空出現!)                              | Original | 24 de setembre de 1986 | ?                          | 17 de febrer de 2012       | 113.000 /                               |
| El coronel Silver persegueix l'ocell que s'ha endut la Bola de Quatre Estrelles, que al final acaba a la panxa d'un pterodàctil. El mateix que ha fet caçar l'Ox Satan per oferir-lo als convidats del futur casament entre en Son Goku i la seva filla, la Xixi. L'emperador Pilaf i l'exèrcit de la Cinta Vermella aprofitaran la situació per atacar el poble i recuperar l'esfera.           |                                                                                                |          |                        |                            |                            |                                         |
| 32 | Vint mil llegües sota la sorra Kieta!? Sora Tobu Yōsai (消えた!? 空とぶ要塞)                   | Original | 1 d'octubre de 1986    | ?                          | 17 de febrer de 2012       | 113.000 /                               |
| L'emperador Pilaf ha aconseguit fugir amb la seva nau perseguit sempre per l'exèrcit de la Cinta Vermella. Després de rescatar l'Ox Satan, en Son Goku se'n va i li promet a la Xixi que algun dia tornarà. En Son Goku i el coronel Silver trobaran la base d'en Pilaf enterrada sota la sorra i iniciaran un atac ple de sorpreses.                                                            |                                                                                                |          |                        |                            |                            |                                         |
| 33 | La llegenda del drac Doragon no Densetsu (龍の伝説)                                            | Original | 8 d'octubre de 1986    | ?                          | 18 de febrer de 2012       | 99.000 / 3,6%                           |
| El coronel Silver ha portat la Bola de Drac de Quatre Estrelles al general Red, cap de l'exèrcit de la Cinta Vermella, i continuarà amb la seva recerca. En Son Goku salvarà uns micos d'un lleopard i descobrirà que tenen la Bola de Cinc Estrelles. En Krilin, que continua entrenant-se, avui coneixerà la llegenda del drac.                                                                |                                                                                                |          |                        |                            |                            |                                         |
| 34 | El general no fa broma Hijō no Reddo Ribon (非情のレッドリボン)                                | 55-56    | 15 d'octubre de 1986   | ?                          | 18 de febrer de 2012       | 119.000 / 4%                            |
| Gràcies al radar de la Bulma, en Son Goku podrà trobar la Bola de Drac de Cinc Estrelles que havia caigut al riu. Més tard, el coronel Silver l'atacarà, li destruirà el núvol Kinton i començaran una batalla. El general White, d'altra banda, sap que en Son Goku s'acosta a la seva posició, però el nostre heroi s'estavellarà en una zona nevada i podria morir congelat.                  |                                                                                                |          |                        |                            |                            |                                         |
| 35 | La Torre d'Acer Kita no Shōjo Suno (北の少女スノ)                                              | 57       | 22 d'octubre de 1986   | ?                          | 19 de febrer de 2012       | 129.000 / 4%                            |
| L'exèrcit de la Cinta Vermella està saquejant el poble de la Suno, la noia que ha evitat que en Son Goku morís congelat. Després de saber que el general White ha segrestat l'alcalde del poble, en Son Goku es dirigeix cap a la Torre d'Acer per rescatar-lo, un lloc que, d'entrada, sembla totalment inexpugnable.                                                                           |                                                                                                |          |                        |                            |                            |                                         |
| 36 | El combat amb el sergent Metàl·lic Massuru Tawā no Kyōfu (マッスル塔の恐怖)                    | 58-59    | 29 d'octubre de 1986   | ?                          | 19 de febrer de 2012       | 166.000 / 5%                            |
| Després de vèncer uns soldats al segon pis de la Torre d'Acer, en Son Goku arriba al temible tercer pis, on l'espera el sergent Metàl·lic, un robot que sembla ben bé invencible. Per moltes vegades que el tomba, el robot sempre es torna a aixecar. El combat per accedir al quart pis es presenta més dur i esgotador que mai.                                                               |                                                                                                |          |                        |                            |                            |                                         |
| 37 | Arriba el ninja Murasaki Ninja Murasaki Sanjō (忍者ムラサキ参上)                               | 60-61    | 5 de novembre de 1986  | ?                          | 20 de febrer de 2012       | 178.000 / 5,3%                          |
| Al quart pis de la Torre d'Acer comencen els atacs a la foscor. En Son Goku aviat descobrirà que s'està enfrontant al malvat i traïdor ninja Murasaki, el missatger de la mort, un guerrer amb un arsenal de tècniques letals que té l'avantatge de conèixer molt bé el camp de batalla, una torre on res no és el que sembla.                                                                   |                                                                                                |          |                        |                            |                            |                                         |
| 38 | Cinc Murasakis contra en Son Goku Osorubeshi!! Bunshin no Jutsu (恐るべし!! 分身の術)          | 61-62    | 12 de novembre de 1986 | ?                          | 20 de febrer de 2012       | 159.000 / 4,5%                          |
| Després de molts intents de derrotar en Son Goku, el ninja Murasaki ha decidit fer servir la seva capacitat de clonació i han aparegut cinc Murasakis. Si vèncer un ninja ja era complicat, amb cinc serà gairebé impossible. I encara més si en Son Goku no sap quin és l'autèntic Murasaki! Per cert, avui apareix el Súper 8, el robot de bon cor.                                            |                                                                                                |          |                        |                            |                            |                                         |
| 39 | Súper 8, el robot de bon cor Nazo no Jinzōningen Hachi-Gō (謎の人造人間8号)                    | 63       | 19 de novembre de 1986 | ?                          | 21 de febrer de 2012       | 158.000 / 4,8%                          |
| En Murasaki, després de comprovar que és incapaç de derrotar en Son Goku, ha alliberat el robot Súper 8, que s'ha negat a atacar el nostre heroi. Junts arribaran al sisè pis de la Torre d'Acer, on es trobaran amb el general White. Abans d'alliberar l'alcalde, s'hauran d'enfrontar a la bèstia immunda, el temible monstre Buyon.                                                          |                                                                                                |          |                        |                            |                            |                                         |
| 40 | La bèstia immunda Dō Suru Gokū!! Senritsu no Buyon (どうする悟空!! 戦慄のブヨン)               | 64-65    | 26 de novembre de 1986 | ?                          | 21 de febrer de 2012       | 138.000 / 4%                            |
| Després de caure a la trampa del general White, en Son Goku i el Súper 8 han anat a parar al cinquè pis de la Torre d'Acer. Allà s'han trobat cara a cara amb en Buyon, un monstre capaç d'aturar qualsevol mena d'atac, fins i tot el kamehame, i de llançar electricitat per les antenes. Quan el combat està gairebé perdut, en Son Goku recorda què li va passar amb el fred...              |                                                                                                |          |                        |                            |                            |                                         |
| 41 | L'últim dia de la Torre d'Acer Massuru Tawā no Saigo (マッスルタワーの最期)                    | 66       | 3 de desembre de 1986  | ?                          | 22 de febrer de 2012       | 153.000 / 4,6%                          |
| Després de derrotar el monstre Buyon, en Son Goku i el Súper 8 han tornat a arribar al sisè pis de la Torre d'Acer. Allà, els espera un combat ple de sorpreses i enganys contra el general White, que té l'alcalde del poble de la Suno d'ostatge. En Son Goku és clarament superior al general White, però si es confia massa, podria acabar perdent el combat...                              |                                                                                                |          |                        |                            |                            |                                         |
| 42 | El secret del doctor Flappe Kiki Ippatsu!! Ganbare Hatchan (危機一髪!! ガンバレ8ちゃん)        | 67       | 10 de desembre de 1986 | ?                          | 22 de febrer de 2012       | 172.000 / 5,1%                          |
| Després de confessar que té la Bola de Drac de Cinc Estrelles, el robot Súper 8 ha rebut la invitació de l'alcalde per quedar-se al poble, però ha hagut de dir que no perquè porta una bomba a dins del cos. La Suno i en Son Goku l'ajudaran a trobar un científic, el doctor Flappe, que és l'únic que l'hi pot extreure. Aleshores, torna a aparèixer en Murasaki...                         |                                                                                                |          |                        |                            |                            |                                         |
| 43 | En Son Goku descobreix la ciutat Nishi no Miyako no Buruma n'chi (西の都のブルマんち)          | 67-68    | 17 de desembre de 1986 | ?                          | 23 de febrer de 2012       | 161.000 / 4,4%                          |
| En Son Goku es dirigeix cap a la capital de l'Oest per demanar-li a la Bulma que li arregli el radar de les Boles de Drac. Per sort, es trobarà un vellet i recuperarà el núvol Kinton, però un cop a la ciutat s'adonarà que, a més de no saber l'adreça de la Bulma, necessita diners per sobreviure. Una manera d'aconseguir-ne és participant en combats amb apostes.                        |                                                                                                |          |                        |                            |                            |                                         |
| 44 | En Son Goku troba els seus amics Gokū to Nakama to Kiken ga Ippai (悟空と仲間と危険がいっぱい) | 69       | 24 de desembre de 1986 | ?                          | 23 de febrer de 2012       | 150.000 / 4%                            |
| Per fi en Son Goku ha localitzat la Bulma perquè li repari el radar de les Boles de Drac. També ha conegut el seu pare, que és president d'una empresa molt important. Més tard, es retrobarà amb en Iamxa, l'Ulong i en Puar i se n'aniran tots a un parc d'atraccions. Allà, els espera la Hasky, enviada per l'exèrcit de la Cinta Vermella perquè robi les dues Boles de Drac d'en Son Goku. |                                                                                                |          |                        |                            |                            |                                         |
| 45 | Una trampa pels aires Ki o Tsukero! Kūchū no Wana (気をつけろ! 空中の罠)                       | Original | 7 de gener de 1987     | ?                          | 24 de febrer de 2012       | 108.000 / 3,5%                          |
| En Son Goku, la Bulma, en Iamxa, l'Ulong i en Puar han anat al parc d'atraccions per celebrar que s'han retrobat. Allà, els espera la Hasky, enviada per l'exèrcit de la Cinta Vermella per robar les dues Boles de Drac d'en Son Goku. El que havia de ser un dia ple de diversió, aviat es convertirà en un autèntic malson, amb una bomba a punt d'explotar enmig del parc d'atraccions.      |                                                                                                |          |                        |                            |                            |                                         |

### El General Blue (1987)
| # | Títol en català                                                                           | Adaptat | Data d'estrena al Japó | Data d'estrena a Catalunya | Data d'estrena a Catalunya | Audiència Canal 3XL (espectadors/share) |
| # | Títol en català                                                                           | Adaptat | Data d'estrena al Japó | Original                   | Canal 3XL                  | Audiència Canal 3XL (espectadors/share) |
| --- | ----------------------------------------------------------------------------------------- | ------- | ---------------------- | -------------------------- | -------------------------- | --------------------------------------- |
| 46 | La Bulma torna de lluny Buruma no Dai-Shippai (ブルマの大失敗)                            | 70      | 14 de gener de 1987    | ?                          | 24 de febrer de 2012       | 126.000 / 4%                            |
| En Son Goku i la Bulma han decidit anar a buscar una Bola de Drac que hi ha al fons de l'oceà. Aviat descobriran que el general Blue també hi va al darrere i s'hauran d'enfrontar al seu exèrcit. Després de comprovar que és impossible arribar fins a l'esfera nedant, en Son Goku i la Bulma aniran fins a l'illa del Follet Tortuga a demanar-li el submarí.                                                 |                                                                                           |         |                        |                            |                            |                                         |
| 47 | A l'illa del Follet Tortuga Kame Hausu Hakken Saru!! (KAME HOUSE 発見さる!!)              | 71      | 21 de gener de 1987    | ?                          | 25 de febrer de 2012       | 92.000 / 3,4%                           |
| Després de convèncer el Follet Tortuga perquè els deixi el submarí per anar a buscar la Bola de Drac que hi ha al fons de l'oceà, en Son Goku, la Bulma i en Krilin comencen la recerca. El mestre també els ha parlat del misteriós tresor dels pirates. I l'exèrcit de la Cinta Vermella, que ha descobert l'illa del Follet Tortuga amb el radar, hi ha enviat el general Blue a investigar.                   |                                                                                           |         |                        |                            |                            |                                         |
| 48 | El general Blue ataca Burū Shōgun Kōgeki Kaishi!! (ブルー将軍攻撃開始!!)                  | 72      | 28 de gener de 1987    | ?                          | 25 de febrer de 2012       | 74.000 / 2,6%                           |
| En Son Goku, la Bulma i en Krilin han sortit a buscar la Bola de Drac que hi ha al fons de l'oceà. El general Blue, que els ha descobert, ha enviat el capità Doc a atacar l'illa del Follet Tortuga, on també hi ha la Lange. Just quan en Son Goku descobreix l'entrada d'una gruta on hi podria haver la Bola de Drac, comença l'atac del submarí de l'exèrcit de la Cinta Vermella comandat pel general Blue. |                                                                                           |         |                        |                            |                            |                                         |
| 49 | Una gruta miraculosa Ayaushi Ranchi-san (危うしランチさん)                                | 72-74   | 4 de febrer de 1987    | ?                          | 26 de febrer de 2012       | 108.000 / 3,5%                          |
| Després d'esquivar pels pèls l'atac del general Blue, en Son Goku, la Bulma i en Krilin han entrat a la gruta del fons de l'oceà i han descobert que no són els primers d'arribar-hi. El Follet Tortuga els ha parlat del tresor d'uns pirates. Pot ser que sigui la seva base? Mentrestant, part de la brigada del general Blue atacarà l'illa del mestre, on també hi ha la Lange.                              |                                                                                           |         |                        |                            |                            |                                         |
| 50 | Les trampes del pirata Kaizoku-tachi no Wana (海賊たちのワナ)                             | 74-75   | 11 de febrer de 1987   | ?                          | 26 de febrer de 2012       | 126.000 / 4%                            |
| En Son Goku, la Bulma i en Krilin per un costat, i el general Blue i els seus homes per un altre, descobriran que la gruta dels pirates està plena de trampes: fletxes que surten de la paret, una fossa de lava, un pou ple d'anguiles elèctriques... Els que arribin vius al gran port subterrani dels pirates, es trobaran cara a cara amb el guardià del tresor, un robot pirata gairebé invencible.          |                                                                                           |         |                        |                            |                            |                                         |
| 51 | El robot pirata Kaitei no Gādoman (海底のガードマン)                                      | 75-76   | 18 de febrer de 1987   | ?                          | 27 de febrer de 2012       | 105.000 / 3,1%                          |
| Mentre en Son Goku continua el combat brutal amb el robot pirata, la Bulma i en Krilin s'avancen per continuar buscant el tresor i la Bola de Drac que hi ha amagada al fons de l'oceà, seguits de molt a prop pel general Blue, que s'encarregarà de fer que en Son Goku perdi el senyal dels seus companys. |                                                                                           |         |                        |                            |                            |                                         |
| 52 | El tresor existeix Yatta! Otakara Hakken (やった! お宝発見)                               | 76-77   | 25 de febrer de 1987   | ?                          | 27 de febrer de 2012       | 66.000 / 1,9%                           |
| Per culpa de l'engany del general Blue, en Son Goku ha continuat per un camí equivocat i s'ha trobat cara a cara amb un pop gegant que l'ha atacat. Mentrestant, la Bulma i en Krilin, després de moltes peripècies, han aconseguit trobar el tresor. El general Blue, que els estava seguint, ha iniciat un combat amb en Krilin fent servir uns poders increïbles.                                              |                                                                                           |         |                        |                            |                            |                                         |
| 53 | La cova dels mil perills Kyōfu no Hikaru Me (恐怖の光る眼)                                | 77-79   | 4 de març de 1987      | ?                          | 28 de febrer de 2012       | 120.000 / 3,8%                          |
| El combat entre el general Blue i en Son Goku continua amb més violència que mai, però just quan en Blue ha aconseguit paralitzar el nostre heroi, la cova dels pirates ha començat a esfondrar-se. L'única manera que tenen de fugir-ne és amb un minisubmarí dels pirates, però abans en Son Goku, la Bulma i en Krilin hauran de trobar la Bola de Drac del fons de l'oceà.                                    |                                                                                           |         |                        |                            |                            |                                         |
| 54 | Campi qui pugui Nigero ya Nigero!! Dai-Dasshutsu (逃げろや逃げろ!! 大脱出)                | 79-80   | 11 de març de 1987     | ?                          | 28 de febrer de 2012       | 107.000 / 3,3%                          |
| Després de fugir pels pèls de la cova dels pirates, en Son Goku, la Bulma i en Krilin arriben a l'illa més propera. Aviat descobriran que es tracta de la base del general Blue. Allà, continuaran els combats per poder-ne fugir i arribar a l'illa del Follet Tortuga. El general Blue encara no els ha perdut la pista, i està decidit a recuperar les tres Boles de Drac d'en Son Goku.                       |                                                                                           |         |                        |                            |                            |                                         |
| 55 | Cap al poble de les Joguines Mecàniques Ncha! Otte Pengin Mura (んちゃ! 追ってペンギン村) | 80-81   | 18 de març de 1987     | ?                          | 29 de febrer de 2012       | 89.000 / 2,7%                           |
| Després d'atrapar i paralitzar en Son Goku i els seus companys, el general Blue ha aconseguit fugir amb les tres Boles de Drac i els ha deixat una bomba que explotarà al cap de cinc minuts. Ara, l'única que els pot salvar d'una mort segura és la Lange. El general Blue, mentrestant, s'estavellarà al poble de les Joguines Mecàniques...                                                                   |                                                                                           |         |                        |                            |                            |                                         |
| 56 | Igual que sobre un núvol Uhohōi! Arare Kumo ni Noru (うほほーい! アラレ雲にのる)          | 81-82   | 25 de març de 1987     | ?                          | 29 de febrer de 2012       | 82.000 / 2,4%                           |
| El general Blue ha pogut fugir del poble de les Joguines Mecàniques abans que hi arribés en Son Goku, que està a punt de conèixer l'Arale, una nena que és més ràpida que el vent. Precisament serà ella la que li parlarà del doctor Senbei Norimaki, la persona que li pot reparar el radar per localitzar les Boles de Drac i continuar perseguint el general Blue.                                            |                                                                                           |         |                        |                            |                            |                                         |
| 57 | Adéu al poble de les Joguines Mecàniques Taiketsu! Arare Tai Burū (対決! アラレVSブルー)  | 83      | 8 d'abril de 1987      | ?                          | 1 de març de 2012          | 84.000 / 2,6%                           |
| Després que en Turbo, el fill del doctor Norimaki, hagi arreglat el radar, el general Blue ha aconseguit paralitzar en Son Goku i robar-li l'aparell per localitzar les Boles de Drac. Ara en Son Goku haurà de confiar en les habilitats de l'Arale per recuperar les tres Boles de Drac i desfer-se del general Blue.                                                                                           |                                                                                           |         |                        |                            |                            |                                         |

### El General Red (1987)
| # | Títol en català                                                                                          | Adaptat | Data d'estrena al Japó | Data d'estrena a Catalunya | Data d'estrena a Catalunya | Audiència Canal 3XL (espectadors/share) |
| # | Títol en català                                                                                          | Adaptat | Data d'estrena al Japó | Original                   | Canal 3XL                  | Audiència Canal 3XL (espectadors/share) |
| --- | --- | ------- | ---------------------- | -------------------------- | -------------------------- | --------------------------------------- |
| 58 | Els habitants de la Terra Sagrada Makyō no Seichi Karin (魔境の聖地カリン)                               | 84-85   | 15 d'abril de 1987     | ?                          | 1 de març de 2012          | 74.000 / 2,2%                           |
| En Son Goku, després de recuperar les tres Boles de Drac, es disposa a trobar la que li havia deixat el seu avi. El que també la busca és el coronel Yellow, i ja l'ha localitzat a la Terra Sagrada de Karin. Allà, segrestarà l'Upa, fill d'en Bora, guardià de la bola de drac. Mentrestant, el general Blue i en Tao Pai Pai arriben al quarter general de l'exèrcit de la Cinta Vermella. | |         |                        |                            |                            |                                         |
| 59 | Tao Pai Pai entra en acció Kita! Sekaiichi no Koroshiya Taopaipai (きた!世界一の殺し屋 “桃白白)          | 85-86   | 22 d'abril de 1987     | ?                          | 2 de març de 2012          | 80.000 espectadors / 2,8%               |
| En Son Goku ha conegut en Bora i la misteriosa llegenda de l'aigua miraculosa de la Torre Sagrada d'en Karin. El general Red, molt enfadat amb el general Blue, ha enviat en Tao Pai Pai, l'assassí a sou més temible del món, a acabar amb en Son Goku, però en Bora ha intentat defensar-lo i les conseqüències han estat letals.                                                            | |         |                        |                            |                            |                                         |
| 60 | La Torre Sagrada Shōbu!! Kamehameha tai Dodonpa (勝負!!カメハメ波ＶＳどどん波)                           | 86-87   | 29 d'abril de 1987     | ?                          | 2 de març de 2012          | 129.000 espectadors / 4,3%              |
| Furiós per la mort d'en Bora, en Son Goku decideix atacar en Tao Pai Pai, però s'adona que no el pot vèncer ni amb el seu kamehame. En Son Goku sap que l'única manera de tornar-li la vida a en Bora és reunint les set Boles de Drac. Per fer-ho, primer haurà de derrotar en Tao Pai Pai, però abans necessita escalar la Torre Sagrada per tornar-se més fort.                             | |         |                        |                            |                            |                                         |
| 61 | El mestre dels mestres Karin-Tō no Karin-sama (カリン塔のカリン様)                                       | 87-88   | 6 de maig de 1987      | ?                          | 3 de març de 2012          | 71.000 espectadors / 2,7%               |
| Després d'aconseguir escalar la Torre Sagrada, en Son Goku ha conegut el gran Karin. Per tornar-se més fort, en Son Goku haurà de beure l'aigua miraculosa, però abans de fer-ho li haurà de prendre l'ampolla del valuós líquid al mestre dels mestres. Fins ara, l'únic que ha pogut agafar-li l'ampolla és el Follet Tortuga, i va trigar tres anys a aconseguir-ho!                        | |         |                        |                            |                            |                                         |
| 62 | L'aigua sagrada Hatashite!? Chōseisui no Kikime (果して!?超聖水のききめ)                                 | 89-90   | 13 de maig de 1987     | ?                          | 3 de març de 2012          | 65.000 espectadors / 2,3%               |
| Després d'estar a punt de perdre la Bola de Drac de Quatre Estrelles i d'haver de tornar a escalar la Torre Sagrada, en Son Goku s'ha adonat que l'única manera de prendre-li l'ampolla amb l'aigua miraculosa a en Karin és imitant els seus moviments i la seva respiració. Fins que no ho aconsegueixi, no estarà preparat per enfrontar-se al temible Tao Pai Pai.                         | |         |                        |                            |                            |                                         |
| 63 | En Son Goku contraataca Son Gokū no Gyakushū (孫悟空の逆襲)                                              | 90-92   | 20 de maig de 1987     | ?                          | 4 de març de 2012          | 133.000 espectadors / 4%                |
| En Son Goku, després de veure l'aigua miraculosa, baixa de la Torre d'en Karin per parar-li els peus a en Tao Pai Pai, que ha tornat a la Terra Sagrada per recuperar la Bola de Drac de Quatre Estrelles. Després de comprovar que ara en Son Goku és molt superior, en Tao Pai Pai decideix escalar la Torre Sagrada per beure també l'aigua miraculosa.                                     | |         |                        |                            |                            |                                         |
| 64 | La desfeta d'en Tao Pai Pai Saigo no Taopaipai (最後の桃白白)                                            | 92-93   | 27 de maig de 1987     | ?                          | 4 de març de 2012          | 168.000 espectadors / 5%                |
| Després de beure l'aigua miraculosa del mestre Karin, en Tao Pai Pai ja es veu amb cor d'enfrontar-se a en Son Goku. L'assassí a sou està disposat a qualsevol cosa per vèncer el seu rival i recuperar la Bola de Drac de Quatre Estrelles, fins i tot a atacar-lo a traïció amb una bomba.                                                                                                   | |         |                        |                            |                            |                                         |
| 65 | Rumb al quarter general de la Cinta Vermella Yuke Gokū! Totsugeki Kaishi (ゆけ悟空!突撃開始)             | 93      | 10 de juny de 1987     | ?                          | 5 de març de 2012          | 90.000 espectadors / 2,7%               |
| Després de vèncer en Tao Pai Pai, en Son Goku es dirigeix cap al quarter general de l'exèrcit de la Cinta Vermella per recuperar les altres tres Boles de Drac. La Bulma mirarà de fer alguna cosa perquè no hagi d'atacar l'exèrcit tot sol. Mentrestant, la coronel Violet ha aconseguit lliurar la Bola de Drac de Set Estrelles al general Red.                                            | |         |                        |                            |                            |                                         |
| 66 | La desviació de l'exèrcit de la Cinta Vermella Reddo Ribon Gun Hisshi no Kōbō (レッドリボン軍必死の攻防) | 93-94   | 17 de juny de 1987     | ?                          | 5 de març de 2012          | 95.000 espectadors / 2,7%               |
| En Iamxa i companyia, que van cap al quarter general de l'exèrcit de la Cinta Vermella per ajudar en Son Goku, han recollit en Krilin perquè els acompanyi. En Son Goku, mentrestant, ha començat l'atac i ha aconseguit entrar a la base. El general Red, que ho observa tot des d'una torre al costat d'en Black, el seu ajudant, s'adona que ha d'entrar en acció.                          | |         |                        |                            |                            |                                         |
| 67 | La fi del general Red Reddo Sōsui Shisu!! (レッド総帥死す!!)                                             | 95-96   | 24 de juny de 1987     | ?                          | 6 de març de 2012          | 117.000 espectadors / 3,4%              |
| El general Red, després de comprovar que el seu exèrcit l'abandona, i que fins i tot la coronel Violet li ha buidat la caixa forta, ordena a en Black que ataqui en Son Goku. Però en Black, quan ha sabut que el general Red només volia les Boles de Drac per ser més alt, s'ha sentit traït i ha decidit venjar-se del seu superior.                                                        | |         |                        |                            |                            |                                         |
| 68 | L'última bola de drac Saigo no Doragon Bōru (最後のドラゴンボール)                                       | 96-97   | 1 de juliol de 1987    | ?                          | 6 de març de 2012          | 71.000 espectadors / 2%                 |
| Després de matar el general Red, en Black decideix destruir el quarter general de l'exèrcit de la Cinta Vermella amb un míssil i acabar, d'aquesta manera, amb en Son Goku. Més tard, el nostre heroi descobrirà que ja té sis de les set Boles de Drac. Com s'ho faran per trobar l'última, si el radar és incapaç de localitzar-la?                                                          | |         |                        |                            |                            |                                         |

### El palau de la Baba, la Vident (1987)
| # | Títol en català                                                                                      | Adaptat  | Data d'estrena al Japó | Data d'estrena a Catalunya | Data d'estrena a Catalunya | Audiència Canal 3XL (espectadors/share) |
| # | Títol en català                                                                                      | Adaptat  | Data d'estrena al Japó | Original                   | Canal 3XL                  | Audiència Canal 3XL (espectadors/share) |
| --- | --- | -------- | ---------------------- | -------------------------- | -------------------------- | --------------------------------------- |
| 69 | Baba, la vident Kyūto na!? Uranai Baba (キュートな!?占いババ)                                        | 97-98    | 8 de juliol de 1987    | ?                          | 7 de març de 2012          | 74.000 espectadors / 2%                 |
| Després de comprovar que el radar funciona correctament, el mestre Follet Tortuga suggereix a en Son Goku que vagi a buscar la Baba, una vident que el podria ajudar a localitzar l'última Bola de Drac. En Son Goku aviat descobrirà que té dues opcions: pagar un munt de diners a canvi de la informació, o enfrontar-se a cinc dels guerrers de la vident.                                            | |          |                        |                            |                            |                                         |
| 70 | Els cinc adversaris Totsugeki! Warera Gonin no Senshi (突撃!われら5人の戦士)                         | 99-100   | 15 de juliol de 1987   | ?                          | 7 de març de 2012          | 66.000 espectadors / 2%                 |
| La Baba ha desafiat en Son Goku i companyia a enfrontar-se a cinc guerrers a canvi de donar-los la localització de la Bola de Drac que els falta. El primer serà en Krilin, que es trobarà davant d'un rival vampiresc que el deixarà sense sang. L'Upa i en Puar faran servir altres tècniques per plantar-li cara. Més tard, en Iamxa es trobarà davant d'un adversari invisible, gairebé invulnerable. | |          |                        |                            |                            |                                         |
| 71 | La Fossa del Diable Kesshi no Dairyūkessen (決死の大流血戦)                                          | 100-101  | 22 de juliol de 1987   | ?                          | 8 de març de 2012          | 79.000 espectadors / 2,4%               |
| Com t'hi enfrontes, a un rival que no pots veure? El combat continua, però en Iamxa s'ha quedat sense recursos. En Krilin, que ha tingut un pla fantàstic, ha demanat a en Goku que vagi a buscar la Bulma i el Follet Tortuga, convençut que són la solució per derrotar l'adversari invisible. Acabat el combat, coneixerem la veritable identitat de la Baba, la vident.                               | |          |                        |                            |                            |                                         |
| 72 | El combat a la Fossa del Diable Gokū Kenzan! Akuma no Benjo (悟空見参!悪魔の便所)                    | 101-102  | 29 de juliol de 1987   | ?                          | 8 de març de 2012          | 102.000 espectadors / 2,9%              |
| Després de les dues primeres victòries contra els guerrers de la Baba, la germana del Follet Tortuga ha tret a lluitar la Mòmia, un adversari que és molt més fort i molt més ràpid del que sembla. Queda clar que ni en Iamxa ni en Puar no són rivals per a la Mòmia, però ha arribat el torn d'en Son Goku, que haurà d'evitar caure a la temible Fossa del Diable.                                    | |          |                        |                            |                            |                                         |
| 73 | El poder mortal del Diable Hissatsu Akumaitokōsen to wa!? (必殺アクマイト光線とは!?)                 | 103-104  | 5 d'agost de 1987      | ?                          | 9 de març de 2012          | 76.000 espectadors / 2,5%               |
| El combat entre en Goku i la Mòmia continua amb avantatge per al nostre heroi, fins que el guerrer de la Baba comença a fer servir les seves benes per estrangular-lo. El que encara no sap en Son Goku és que, si és capaç de derrotar la Mòmia, s'haurà d'enfrontar al Diable, un guerrer amb un atac que és mortal.                                                                                    | |          |                        |                            |                            |                                         |
| 74 | El misteriós cinquè home Nazo no Goninme no Otoko (なぞの五人目の男)                                 | 104-105  | 12 d'agost de 1987     | ?                          | 9 de març de 2012          | 65.000 / 2%                             |
| Continuen els combats per saber la localització de l'última Bola de Drac. En Son Goku s'enfronta al Diable, un adversari amb un raig mortal que encara no ha pogut esquivar mai cap dels seus rivals. El mestre Follet Tortuga i companyia l'observen horroritzats sense poder fer-hi res. El que també estudia els seus atacs és el que podria ser el seu pròxim rival, el misteriós cinquè home.        | |          |                        |                            |                            |                                         |
| 75 | La lluita amb l'adversari misteriós Gekitotsu!! Kyōteki Dōshi (激突!!強敵同志)                       | 105-107  | 19 d'agost de 1987     | ?                          | 10 de març de 2012         | 66.000 / 2,4%                           |
| Ha començat l'últim combat contra els guerrers de la Baba, la vident que pot desvelar la localització de l'última Bola de Drac. A mesura que avança el duel, el mestre Follet Tortuga es comença a adonar que el rival d'en Goku, que porta una màscara i no se sap qui és, podria ser algú que coneixen molt bé, tant ell com el seu deixeble.                                                           | |          |                        |                            |                            |                                         |
| 76 | L'adversari es treu la màscara Kamen Otoko no Shōtai ha!? (仮面男の正体は!?)                         | 107-108  | 26 d'agost de 1987     | ?                          | 10 de març de 2012         | 74.000 / 2,5%                           |
| El combat entre en Son Goku i el rival emmascarat s'acabarà d'una manera que marcarà el nostre heroi de per vida. Avui sabrem qui és el misteriós cinquè home de la Baba. Mentrestant, l'emperador Pilaf maquina un pla diabòlic amb el seu exèrcit de robots letals per destruir en Son Goku i robar-li les sis Boles de Drac.                                                                           | |          |                        |                            |                            |                                         |
| 77 | Les tàctiques d'en Pilaf Pirafu no Daisakusen (ピラフの大作戦)                                       | 109-110  | 2 de setembre de 1987  | ?                          | 11 de març de 2012         | 90.000 / 2,6%                           |
| En Son Goku per fi ha sabut que la setena Bola de Drac és a mans de l'emperador Pilaf, que s'acosta cap a la seva posició acompanyat de la Mai, en Shu i els seus respectius robots. En Pilaf, convençut que coneix les febleses del seu rival, el desafiarà a un combat per jugar-se la seva Bola de Drac contra les sis que té en Son Goku.                                                             | |          |                        |                            |                            |                                         |
| 78 | La tornada del drac diví Shenron Futatabi (神龍ふたたび)                                             | 111-112  | 9 de setembre de 1987  | ?                          | 11 de març de 2012         | 108.000 / 3%                            |
| En Son Goku, que per fi ha pogut reunir les set Boles de Drac després de derrotar l'emperador Pilaf, es dirigeix cap a la Terra Sagrada d'en Karin amb la intenció de convocar el drac Sheron i demanar-li que torni la vida a en Bora, el pare de l'Upa. Hauran valgut la pena tots els sacrificis que han fet? Ara tot depèn del drac diví.                                                             | |          |                        |                            |                            |                                         |
| 79 | La carbassa màgica Kinkaku Ginkaku no Hito Kui Hyōtan (金角・銀角の人食いひょうたん)                 | Original | 16 de setembre de 1987 | ?                          | 12 de març de 2012         | 112.000 / 3,4%                          |
| Amb les Boles de Drac escampades una altra vegada pel món, en Son Goku, que ja ha acabat la formació amb el mestre Follet Tortuga, es continuarà entrenant pel seu compte fins al pròxim torneig d'arts marcials. Pel camí es trobarà una noia que li demanarà que salvi el seu poble d'en Kinkaku i en Ginkaku, dos criminals amb una arma que podria destruir en Son Goku i fer-los a ells invencibles. | |          |                        |                            |                            |                                         |
| 80 | El combat del rei Iza Gozen Shiai! Gokū tai Tenron (いざ御前試合!悟空ＶＳ天龍)                       | Original | 23 de setembre de 1987 | ?                          | 12 de març de 2012         | 91.000 / 2,6%                           |
| En Son Goku continua el seu aprenentatge anant a desafiar en Xintaiken, mestre d'una famosa escola d'arts marcials de molt bona reputació. Però en lloc d'enfrontar-se a ell es trobarà que ha de defensar el seu honor davant d'en Ten Long, el mestre malvat de la seva escola rival, en un combat on fins i tot estarà present el rei.                                                                 | |          |                        |                            |                            |                                         |
| 81 | En Son Goku amb els dimonis Gokū Makai e Iku (悟空・魔界へ行く)                                      | Original | 30 de setembre de 1987 | ?                          | 13 de març de 2012         | 156.000 / 5%                            |
| El periple d'en Son Goku l'ha portat fins a un poble que està aterrit pels dimonis. Aquests éssers esfereïdors han segrestat la princesa Misa i el rei ha demanat a en Son Goku que entri en el seu submón per salvar-la. L'espasa de Shula va obrir la porta que comunica els dos mons. La missió d'en Son Goku és recuperar la princesa i intentar segellar la porta per sempre.                        | |          |                        |                            |                            |                                         |
| 82 | El senglar alat Abare Kaijū InoShikaChō (あばれ怪獣イノシカチョウ)                                   | Original | 7 d'octubre de 1987    | ?                          | 13 de març de 2012         | 125.000 / 4%                            |
| En Son Goku ha descobert el truc que fan servir en Ten Shin Han i en Xaos, dos nois que es dediquen a aterrir un poble fent veure que en salven els habitants d'un monstre terrible, el senglar alat. Decidit a desemmascarar-los, en Son Goku es dirigeix cap al poble sense saber que li estan a punt de parar una trampa perquè sembli que és ell el que enreda els vilatans.                          | |          |                        |                            |                            |                                         |
| 83 | Cap al gran Torneig Mundial d'Arts Marcials Isoge Gokū! Tenka'ichi Budōkai (いそげ悟空!天下一武道会) | Original | 14 d'octubre de 1987   | ?                          | 14 de març de 2012         | 152.000 / 4,5%                          |
| Han passat tres anys des que el Follet Tortuga va enviar en Son Goku a aprendre del mestre més gran que hi pot haver: la vida. Aviat comença el 22è Torneig Mundial d'Arts Marcials, però el nostre heroi encara ha d'aprendre una lliçó molt important sobre la traïció amb en Konkixi, un noi amb un secret que podria fer que en Goku no arribés a temps al gran torneig.                              | |          |                        |                            |                            |                                         |

### El 22è gran torneig d'arts marcials (1987-1988)
| # | Títol en català                                                                                            | Adaptat | Data d'estrena al Japó | Data d'estrena a Catalunya | Data d'estrena a Catalunya | Audiència Canal 3XL (espectadors/share) |
| # | Títol en català                                                                                            | Adaptat | Data d'estrena al Japó | Original                   | Canal 3XL                  | Audiència Canal 3XL (espectadors/share) |
| --- | --- | ------- | ---------------------- | -------------------------- | -------------------------- | --------------------------------------- |
| 84 | El campió de totes les categories Mezase Budō Tenka'ichi!! (めざせ武道天下一!!)                            | 113     | 21 d'octubre de 1987   | ?                          | 14 de març de 2012         | 116.000 / 3,3%                          |
| En Krilin, en Iamxa i companyia ja són a l'illa de Papaia, seu del 22è Torneig Mundial d'Arts Marcials. L'absència més important és la d'en Son Goku, que si no arriba a temps per inscriure's es podria quedar fora de la competició. També hi ha en Ten Shin Han i en Xaos, els dos nois que aterrien pobles amb el senglar alat. I en Jackie Chun, es tornarà a presentar, aquest any?       | |         |                        |                            |                            |                                         |
| 85 | Les eliminatòries Kachinokoru zo!! Yosen Sabaibaru (勝ちのこるぞっ!!予選サバイバル)                        | 114     | 28 d'octubre de 1987   | ?                          | 15 de març de 2012         | 144.000 / 4,4%                          |
| Després de tres anys d'entrenar-se amb duresa i molta constància, en Krilin, en Iamxa i en Goku estan convençuts que aconseguiran superar la primera ronda d'eliminatòries del 22è Torneig Mundial d'Arts Marcials. Però amb rivals com en Ten Shin Han i en Jackie Chun la competició es presenta d'allò més complicada.                                                                       | |         |                        |                            |                            |                                         |
| 86 | Els vuit millors Kettei!! Hachinin no Yūshatachi (決定!!8人の勇者たち)                                     | 115     | 4 de novembre de 1987  | ?                          | 15 de març de 2012         | 160.000 / 4,9%                          |
| Dels 182 participants del 22è Torneig Mundial d'Arts Marcials només 8 arribaran als quarts de final. En Goku i en Jackie Chun seran els primers d'intentar-ho. Més tard, durant el descans, en Iamxa se les tindrà amb el malvat Ten Shin Han, que li ha tocat enfrontar-se amb en Nam. Avui sabrem de què és capaç aquest lluitador implacable.                                                | |         |                        |                            |                            |                                         |
| 87 | En Iamxa contra el malvat Ten Shin Han Taiketsu!! Yamucha tai Tenshinhan (対決!!ヤムチャＶＳ天津飯)        | 116-117 | 11 de novembre de 1987 | ?                          | 16 de març de 2012         |                                         |
| En Goku, en Iamxa, en Krilin, en Jackie Chun, en Ten Shin Han, en Xaos, en Pampuc i el Llop Home són els vuit finalistes del torneig. En Xaos farà servir els seus poders mentals per intentar arreglar les eliminatòries. Potser per això en Iamxa ha tingut la mala sort d'haver d'enfrontar-se contra el malvat Ten Shin Han. Comença el combat!                                             | |         |                        |                            |                            |                                         |
| 88 | El gran Torneig Mundial d'Arts Marcials Yuke Yamucha! Osoru Beshi Tenshinhan (ゆけヤムチャ!恐るべし天津飯) | 117-118 | 18 de novembre de 1987 | ?                          | 16 de març de 2012         |                                         |
| Ha començat el primer combat dels vuitens de final del 22è Torneig Mundial d'Arts Marcials, que enfronta en Iamxa contra el malvat Ten Shin Han. El company d'en Goku i en Krilin té molta confiança en els seus atacs, sobretot en el kamehame, però desconeix que al davant hi té un rival amb una força descomunal.                                                                          | |         |                        |                            |                            |                                         |
| 89 | La lluna plena Kyōfu!! Mangetsu no Urami (恐怖!!満月の恨み)                                                | 118-120 | 25 de novembre de 1987 | ?                          | 17 de març de 2012         | 70.000 / 2,7%                           |
| Després de la brutal derrota d'en Ten Shin Han sobre en Iamxa, comença el segon combat dels vuitens de final. El Llop Home fa tres anys que espera l'oportunitat d'enfrontar-se a en Jackie Chun, que va destruir la Lluna i li va impedir tornar mai més a la seva forma humana. En Jackie Chun és molt superior, però el Llop Home tindrà una sorpresa final que ni s'imagina.                | |         |                        |                            |                            |                                         |
| 90 | La revenja d'en Tao Pai Pai Nanana!! Nanto Dodonpa (なななっ!!なんと どどん波)                             | 120     | 2 de desembre de 1987  | ?                          | 17 de març de 2012         | 84.000 / 3%                             |
| Ha començat el tercer combat de quarts de final entre en Krilin i en Xaos, un rival que aviat demostrarà que domina a la perfecció el raig Dodonpa, l'atac de l'assassí a sou que va matar en Bora, el malvat Tao Pai Pai. Ara, sabent que en Goku va ser el que el va derrotar el mestre d'en Xaos, li ha ordenat que se'n vengi eliminant en Krilin.                                          | |         |                        |                            |                            |                                         |
| 91 | Una idea genial Gyakuten!! Kuririn no Paaden ne Daisakusen (逆転!!クリリンの8でんネ大作戦)                 | 121     | 9 de desembre de 1987  | ?                          | 18 de març de 2012         | 91.000 / 2,9%                           |
| Continua el combat de quarts de final entre en Krilin i en Xaos, que està disposat a fer servir un atac encara més letal que el raig Dodonpa. De fet, en Krilin està convençut que lluita per accedir a les semifinals, però acabarà lluitant per salvar la vida. Més tard, de nit, algú entrarà a l'habitació d'en Son Goku i intentarà atemptar contra la seva vida.                          | |         |                        |                            |                            |                                         |
| 92 | En Son Goku contra en Pampuc Omatase! Son Gokū Sanjō!! (おまたせーっ!孫悟空参上!!)                         | 122     | 16 de desembre de 1987 | ?                          | 18 de març de 2012         | 103.000 / 3,1%                          |
| El representant d'en Pampuc, l'estrella de cinema i de televisió, ha vist clar que no té res a fer davant d'en Son Goku, el seu rival als quarts de final. Per això ha decidit parar-li una trampa perquè el desqualifiquin. Avui en Son Goku s'haurà d'enfrontar a una força que per a ell, fins ara, era desconeguda: la fama. L'única persona que el pot ajudar és la Lange.                 | |         |                        |                            |                            |                                         |
| 93 | Dos rivals de molt talent Jitsuryoku Hakuchū!! Tenshinhan tai Jakkī (実力伯仲!!天津飯ＶＳジャッキー)       | 123     | 23 de desembre de 1987 | ?                          | 19 de març de 2012         | 139.000 / 4,3%                          |
| Comença la primera semifinal del 22è Torneig Mundial d'Arts Marcials, que enfrontarà en Jackie Chun amb en Ten Shin Han. Després de descobrir que en Ten Shin Han també té la capacitat de volar, el mestre Muten Roshi decideix treure tota la seva fúria per derrotar un rival que ha demostrat tenir molt de talent. La brutalitat del combat comença a arribar a proporcions salvatges.     | |         |                        |                            |                            |                                         |
| 94 | Una decisió inesperada Gegege!! Shintsurusenryū Taiyōken (ゲゲゲッ!!新鶴仙流・太陽拳)                      | 124     | 30 de desembre de 1987 | ?                          | 19 de març de 2012         | 131.000 / 3,9%                          |
| Continua el combat més igualat, més emocionant i més brutal que s'ha vist fins ara al 22è Torneig Mundial d'Arts Marcials. Després de provar tota mena d'atacs, en Ten Shin Han en fa servir un que deixa tothom encegat. La reacció d'en Jackie Chun és començar a recordar al seu rival els errors que comet com a lluitador, i l'última decisió que pren és d'allò més inesperada.           | |         |                        |                            |                            |                                         |
| 95 | En Son Goku contra en Krilin Faito!! Gokū tai Kuririn (ファイト!!悟空VSクリリン)                           | 125-126 | 6 de gener de 1988     | ?                          | 20 de març de 2012         | 100.000 / 3,1%                          |
| Després de l'abandonament inesperat d'en Jackie Chun, que ha donat la victòria a en Ten Shin Han, en Son Goku i en Krilin es disputaran l'altra plaça que dona accés a la gran final. El que comença sent un combat entre amics, aviat es convertirà en una demostració de força i tècnica per part de dos rivals que es coneixen a la perfecció.                                               | |         |                        |                            |                            |                                         |
| 96 | Els millors cops d'en Krilin Masa ka Gokū!? Kuririn no Daisakusen (まさか悟空!?クリリンの大作戦)           | 126-127 | 13 de gener de 1988    | ?                          | 20 de març de 2012         | 100.000 / 3,1%                          |
| Continua l'espectacular combat entre en Son Goku i en Krilin, que després de rebre un kamehame, comença a exhibir tot el seu repertori de cops. Coneixent el punt dèbil del seu rival, sap que només té una oportunitat per derrotar-lo, i té intenció d'aprofitar-la. El guanyador del combat s'enfrontarà a la gran final contra el temible Ten Shin Han.                                     | |         |                        |                            |                            |                                         |
| 97 | El combat final Kesshō!! Hatashite Budō Tenka'ichi wa!? (決勝!!はたして武道天下一は!?)                     | 127-128 | 20 de gener de 1988    | ?                          | 21 de març de 2012         | 108.000 / 3,3%                          |
| Després de vèncer en Krilin, en Son Goku disputarà la final del 22è Torneig Mundial d'Arts Marcials contra el malvat Ten Shin Han, que té intenció d'acabar per sempre amb el seu rival. En Iamxa, que sap que serà un combat èpic, ha decidit escapar-se de l'hospital per no perdre-se'l. S'han acabat els preliminars. Comença la gran final!                                                | |         |                        |                            |                            |                                         |
| 98 | Un atac d'alta volada Higi Haikyūken tai Sentō Pawā (秘技・排球拳ＶＳ戦闘パワー)                           | 129-130 | 27 de gener de 1988    | ?                          | 21 de març de 2012         | 114.000 / 3,3%                          |
| Continua l'espectacular final del 22è Torneig Mundial d'Arts Marcials entre en Ten Shin Han i en Son Goku, que per fi s'ha adonat que per plantar cara a un rival tan poderós haurà de fer servir tot el seu potencial. Fins ara no s'havia vist mai un combat com aquest, amb atacs cada cop més sorprenents dels dos adversaris.                                                              | |         |                        |                            |                            |                                         |
| 99 | Una falsa victòria Tenshinhan no Kunō!! (天津飯の苦悩!!)                                                   | 131-132 | 3 de febrer de 1988    | ?                          | 22 de març de 2012         | 101.000 / 3,2%                          |
| La igualtat de tècnica i potència que demostren en Son Goku i en Ten Shin Han a la final del 22è Torneig Mundial d'Arts Marcials és increïble. A punt d'aconseguir la victòria, en Ten Shin Han s'adonarà que en Xaos l'està ajudant amb el seu poder mental i haurà de decidir si vol guanyar de manera legal. Avui també coneixerem la nova forma d'un Ten Shin Han transformat.              | |         |                        |                            |                            |                                         |
| 100 | L'última oportunitat Sei ka Shi ka!? Saigo no Shudan (生か死か!?最後の手段)                                | 132-133 | 10 de febrer de 1988   | ?                          | 22 de març de 2012         | 142.000 / 4,2%                          |
| Els dos braços que han aparegut de l'esquena d'en Ten Shin Han sembla que li haurien de donar avantatge per proclamar-se campió del 22è Torneig Mundial d'Arts Marcials, però en Son Goku continua defensant-se i atacant amb més força que mai. El que no sap és que en Ten Shin Han està a punt de llançar un atac devastador que podria destruir tot l'estadi, el temible Canó d'Energia.    | |         |                        |                            |                            |                                         |
| 101 | La gran final Budōkai Shūryō! Soshite...!! (武道会終了!そして...!!)                                        | 133-134 | 17 de febrer de 1988   | ?                          | 23 de març de 2012         | 113.000 / 4%                            |
| El Canó d'Energia d'en Ten Shin Han ha deixat els dos finalistes totalment esgotats i sense forces. Amb l'estadi completament destruït, i en Son Goku i en Ten Shin Han caient del cel, el primer de tocar a terra serà el perdedor. Avui sabrem qui és el guanyador del 22è Torneig Mundial d'Arts Marcials. En Goku i companyia també rebran una notícia d'en Krilin que els deixarà glaçats. | |         |                        |                            |                            |                                         |

### L'arribada d'en Satanàs Cor Petit (1988)
| # | Títol en català                                                                                | Adaptat | Data d'estrena al Japó | Data d'estrena a Catalunya | Data d'estrena a Catalunya | Audiència Canal 3XL (espectadors/share) |
| # | Títol en català                                                                                | Adaptat | Data d'estrena al Japó | Original                   | Canal 3XL                  | Audiència Canal 3XL (espectadors/share) |
| --- | ---------------------------------------------------------------------------------------------- | ------- | ---------------------- | -------------------------- | -------------------------- | --------------------------------------- |
| 102 | Un pla diabòlic Kuririn no Shi Osoroshiki Inbō!! (クリリンの死恐ろしき陰謀!!)                  | 135     | 24 de febrer de 1988   | ?                          | 23 de març de 2012         | 113.000 / 4%                            |
| Després de saber la terrible notícia de la mort d'en Krilin, l'àrbitre del torneig ha confirmat a en Son Goku i companyia que l'assassí era un monstre que s'ha endut la Bola de Drac i una llista dels participants de la competició. El mestre Follet Tortuga creu que es podria tractar d'en Cor Petit, el Gran Rei dels Dimonis, i explicarà la història de com, fa molt temps, va sembrar el terror per tot el món.  |                                                                                                |         |                        |                            |                            |                                         |
| 103 | El temps del terror Pikkoro Daimaō no Kyōfu!! (ピッコロ大魔王の恐怖!!)                         | 136     | 2 de març de 1988      | ?                          | 24 de març de 2012         | ?                                       |
| En Cor Petit ha començat el seu pla diabòlic per tornar a sembrar el terror per tot el món. Per dur-lo a terme, haurà de reunir les set Boles de Drac i eliminar els lluitadors d'arts marcials de tot el món, que són els únics que el poden aturar. El primer de la llista és el rei Xappa, i en Cor Petit ja ha ordenat a en Tamborí que se n'encarregui.                                                              |                                                                                                |         |                        |                            |                            |                                         |
| 104 | En Son Goku recupera la vida Yomigaere Son Gokū!! (よみがえれ孫悟空!!)                         | 137-138 | 9 de març de 1988      | ?                          | 24 de març de 2012         | ?                                       |
| Mentre en Tamborí comença a eliminar lluitadors d'arts marcials, en Cor Petit ha creat un altre guerrer, en Timbal, perquè s'encarregui de reunir les set Boles de Drac. En Son Goku, que intenta recuperar-se de l'atac d'en Tamborí, es troba cara a cara amb en Yajirobai, el misteriós home dels boscos. |                                                                                                |         |                        |                            |                            |                                         |
| 105 | L'home dels boscos Kaidanji Yajirobee Tōjō!! (怪男児・ヤジロベー登場!!)                        | 138-139 | 16 de març de 1988     | ?                          | 25 de març de 2012         | ?                                       |
| En Son Goku, que no té clar si es pot refiar d'en Yajirobai, inicia un combat contra ell, fins que arriba en Timbal, l'enviat d'en Cor Petit. Mentrestant, el mestre Muten Roshi i els altres intenten protegir-se i decideixen començar a buscar les Boles de Drac abans que caiguin a mans del Gran Rei dels Dimonis.                                                                                                   |                                                                                                |         |                        |                            |                            |                                         |
| 106 | Una altra missió Majū Tanbarin ga Yatte Kuru!! (魔獣・タンバリンがやってくる!!)                | 139-140 | 23 de març de 1988     | ?                          | 25 de març de 2012         | ?                                       |
| En Tamborí continua la seva missió d'assassinar lluitadors d'arts marcials. El pròxim objectiu és en Iamxa, que encara està molt esgotat del torneig i no es podrà defensar davant d'un rival tan poderós. Mentrestant, el mestre Follet Tortuga, en Ten Shin Han i en Xaos continuen buscant les Boles de Drac per aturar en Cor Petit.                                                                                  |                                                                                                |         |                        |                            |                            |                                         |
| 107 | En memòria d'en Krilin Son Gokū Ikari Bakuhatsu!! (孫悟空・怒り爆発!!)                         | 140-141 | 6 d'abril de 1988      | ?                          | 26 de març de 2012         | 124.000 / 3,9%                          |
| En Son Goku continua perseguint en Yajirobai perquè li doni la seva Bola de Drac. Si en Tamborí aconsegueix atrapar-los, en Son Goku tindrà l'oportunitat de venjar la mort d'en Krilin, el seu millor amic. Mentrestant, en Ten Shin Han, si vol aconseguir la tercera Bola de Drac, haurà de demostrar que està penedit dels errors del passat.                                                                         |                                                                                                |         |                        |                            |                            |                                         |
| 108 | Satanàs es mostra Pikkoro Daimaō Oritatsu!! (ピッコロ大魔王降り立つ!!)                         | 141-142 | 13 d'abril de 1988     | ?                          | 26 de març de 2012         | 128.000 / 3,7%                          |
| En Son Goku està decidit a venjar la mort d'en Krilin enfrontant-se, per fi, al temible Tamborí. Mentrestant, el mestre Muten Roshi, en Ten Shin Han i en Xaos continuen buscant les Boles de Drac. En Satanàs Cor Petit, que ara espera que les reuneixin totes per robar-les-hi, ha decidit buscar en Son Goku per venjar la mort de les seves creacions.                                                               |                                                                                                |         |                        |                            |                            |                                         |
| 109 | En Son Goku contra Satanàs Cor Petit Son Gokū tai Pikkoro Daimaō (孫悟空対ピッコロ大魔王)      | 142-143 | 20 d'abril de 1988     | ?                          | 27 de març de 2012         | 128.000 / 4%                            |
| Després d'acabar amb la vida d'en Tamborí, en Son Goku s'enfrontarà tot sol al temible Satanàs Cor Petit, que ha aparegut per venjar la mort de les seves creacions. En Son Goku haurà de protegir la seva vida i la Bola de Drac d'Una Estrella davant d'un rival que, d'entrada, sembla molt més poderós que ell. |                                                                                                |         |                        |                            |                            |                                         |
| 110 | L'última esperança Ganbare! Son Gokū!! (がんばれっ!孫悟空!!)                                   | 144-145 | 4 de maig de 1988      | ?                          | 27 de març de 2012         | 128.000 / 4%                            |
| Després de deixar en Son Goku molt malferit i d'haver-se endut la seva Bola de Drac, en Satanàs Cor Petit es disposa a buscar el mestre Muten Roshi per aconseguir totes les altres esferes. En Son Goku demanarà a en Yajirobai que el porti a la Torre Sagrada d'en Karin, i el Follet Tortuga, si vol evitar que en Cor Petit invoqui el drac Sheron, s'hi haurà d'enfrontar en el que podria ser el seu últim combat. |                                                                                                |         |                        |                            |                            |                                         |
| 111 | L'últim combat del Follet Tortuga Kame-Sennin no Saigo no Mafūba!! (亀仙人の最後の魔封波!!)    | 146-147 | 11 de maig de 1988     | ?                          | 28 de març de 2012         | 148.000 / 4,1%                          |
| El mestre Follet Tortuga és conscient que el seu intent de salvar el món de la destrucció total li pot acabar costant molt car, i fins i tot ho pot pagar amb la vida. També té clar que l'única manera d'evitar que en Satanàs Cor Petit invoqui el drac Sheron perquè li concedeixi el seu desig és enfrontant-s'hi, en el que pot ser el seu últim combat.                                                             |                                                                                                |         |                        |                            |                            |                                         |
| 112 | La demanda de la joventut eterna Wakagaeru ka!? Pikkoro Daimaō (若がえるか!?ピッコロ大魔王)    | 147-148 | 18 de maig de 1988     | ?                          | 28 de març de 2012         | 105.000 / 2,8%                          |
| En Satanàs Cor Petit ha invocat el drac Sheron perquè li concedeixi el desig de la joventut eterna. En Xaos intentarà impedir-ho sabent que les conseqüències poden ser fatals. El futur del drac diví, coneixent en Cor Petit, també és incert. Mentrestant, en Son Goku i en Yajirobai es dirigeixen cap a la Torre Sagrada d'en Karin per retrobar-se amb en Bora i l'Upa.                                             |                                                                                                |         |                        |                            |                            |                                         |
| 113 | La primera etapa Kingu Kyassuru no Kōbō!! (キングキャッスルの攻防!!)                           | 149     | 25 de maig de 1988     | ?                          | 30 de març de 2012         | 89.000 / 3,3%                           |
| En Cor Petit, després d'aconseguir la joventut eterna i d'eliminar el drac Sheron perquè ningú pugui fer servir les Boles de Drac per destruir-lo, ha començat a sembrar el seu terror arreu del món presentant-se al castell del rei. En Son Goku, per la seva banda, té intenció de recuperar forces anant a veure el mestre Karin. Abans, però, haurà d'escalar la Torre Sagrada.                                      |                                                                                                |         |                        |                            |                            |                                         |
| 114 | El cim de la torre Gokū no Negai!! Karin-sama mo Nayamu (悟空のねがい!!カリン様もなやむ)       | 150     | 1 de juny de 1988      | ?                          | 30 de març de 2012         | 67.000 / 2,2%                           |
| En Son Goku, que per fi s'ha pogut trobar amb el mestre Karin al cim de la Torre Sagrada, s'ha endut una decepció amb les notícies que li ha donat. Tot i així, també li ha mostrat una petita esperança. Mentrestant, en Satanàs Cor Petit ha començat la seva particular destrucció sense cap mena de pietat, amb la intenció de proclamar-se el nou amo i senyor de tot el món.                                        |                                                                                                |         |                        |                            |                            |                                         |
| 115 | El Laberint de Gel Te ni Irero! Nazo no Chōshinsui (手に入れろ!謎の超神水)                     | 151     | 8 de juny de 1988      | ?                          | 31 de març de 2012         | ?                                       |
| En Son Goku es dirigeix cap al Laberint de Gel a la recerca de l'aigua divina, sabent que un sol glop d'aquest líquid miraculós et pot donar una força descomunal, però que per aconseguir-lo hi pots deixar la vida, tal com els ha passat a tots els que ho han intentat fins ara. En Yajirobai, molt a contracor, es veu obligat a acompanyar-l'hi.                                                                    |                                                                                                |         |                        |                            |                            |                                         |
| 116 | El Follet Tortuga reapareix Ikite Ita Kame-sen'nin!? (生きていた亀仙人!?)                      | 151     | 22 de juny de 1988     | ?                          | 31 de març de 2012         | ?                                       |
| En Son Goku es retroba amb el Follet Tortuga i alguns dels seus companys, però de seguida s'adona que tot plegat és una il·lusió provocada pel monstre del Laberint de Gel. Aviat haurà de decidir si beu l'aigua divina per convertir-se en un ésser molt més poderós, conscient que també li pot provocar una mort d'allò més dolorosa.                                                                                 |                                                                                                |         |                        |                            |                            |                                         |
| 117 | En Son Goku es reencarna Son Gokū Tsui ni Hasshin!! (孫悟空ついに発進!!)                       | 152     | 29 de juny de 1988     | ?                          | 1 d'abril de 2012          | ?                                       |
| En Cor Petit ha donat llibertat a tots els criminals d'arreu del món perquè governin. En Son Goku, amb els seus nous poders, es dirigeix cap a la Torre Sagrada per retrobar-se amb el mestre Karin, que li té una sorpresa preparada. En Ten Shin Han, que ja domina el seu nou atac, el Tornado Verd, té intenció de fer-lo servir per aturar en Cor Petit, tot i saber que li pot costar la vida.                      |                                                                                                |         |                        |                            |                            |                                         |
| 118 | La determinació d'en Ten Shin Han Tenshinhan no Ketsui!! (天津飯の決意!!)                      | 152-153 | 6 de juliol de 1988    | ?                          | 1 d'abril de 2012          | ?                                       |
| En Cor Petit continua amb la seva destrucció mundial i aquesta vegada el lloc escollit és el poble dels pares de la Bulma. En Ten Shin Han té intenció d'aturar-lo amb el seu nou atac, el Tornado Verd, però es trobarà cara a cara amb la nova creació d'en Satanàs, el temible Tambor. En Son Goku intentarà arribar-hi a temps per evitar el sacrifici del seu amic.                                                  |                                                                                                |         |                        |                            |                            |                                         |
| 119 | En Satanàs i en Ten Shin Han es troben Kimaru ka!? Densetsu no Mafūba (きまるか!?伝説の魔封波) | 154-155 | 20 de juliol de 1988   | ?                          | 2 d'abril de 2012          | 66.000 / 2%                             |
| Abans de poder-se enfrontar a en Satanàs Cor Petit, en Ten Shin Han haurà de combatre amb el rapidíssim i brutal Tambor fent servir el seu nou atac, el Tornado Verd, conscient que li pot arribar a costar la vida. En Son Goku, abans d'intentar evitar el sacrifici del seu amic, s'haurà d'aturar a salvar la Xixi i el seu pare de l'atac dels soldats.                                                              |                                                                                                |         |                        |                            |                            |                                         |
| 120 | La còlera d'en Son Goku Gokū · Ikari no Furu Pawā!! (悟空・怒りのフルパワー!!)                 | 155-157 | 27 de juliol de 1988   | ?                          | 2 d'abril de 2012          | 77.000 / 2%                             |
| En Son Goku, amb el nou poder que ha aconseguit després de beure's l'aigua divina, ha arribat just a temps per impedir el sacrifici d'en Ten Shin Han i ha començat el combat per evitar que en Satanàs Cor Petit continuï amb la seva brutal destrucció. D'aquest combat en depèn la supervivència de tot el món. |                                                                                                |         |                        |                            |                            |                                         |
| 121 | Un combat difícil Son Gokū Saidai no Kiki!! (孫悟空最大の危機!!)                               | 157-159 | 3 d'agost de 1988      | ?                          | 3 d'abril de 2012          | ?                                       |
| El nou poder d'en Son Goku no és suficient per aturar el raig mortal d'en Satanàs Cor Petit, que, després de destruir gairebé tot el regne, ja té el nostre heroi entre les cordes. En Ten Shin Han encara pot fer alguna cosa per salvar-lo, però el combat ha arribat al moment crucial. És clar que fins i tot en Son Goku té els seus límits.                                                                         |                                                                                                |         |                        |                            |                            |                                         |
| 122 | La fi d'en Satanàs Saigo no Kake!! (最後の賭け!!)                                              | 159-161 | 10 d'agost de 1988     | ?                          | 3 d'abril de 2012          | ?                                       |
| En Iamxa i en Yajirobai han arribat per veure un combat que cada cop es complica més. En Satanàs Cor Petit, que s'ha vist sorprès pel nou poder d'en Son Goku, ha capturat en Ten Shin Han per fer-li xantatge. Ara en Son Goku es veurà obligat a prendre una decisió molt compromesa: rendir-se per salvar el seu amic, o lluitar amb el risc de perdre'l per sempre.                                                   |                                                                                                |         |                        |                            |                            |                                         |

### Entrenament al Palau de Déu (1988)
| # | Títol en català                                                                      | Adaptat  | Data d'estrena al Japó | Data d'estrena a Catalunya | Data d'estrena a Catalunya | Audiència Canal 3XL (espectadors/share) |
| # | Títol en català                                                                      | Adaptat  | Data d'estrena al Japó | Original                   | Canal 3XL                  | Audiència Canal 3XL (espectadors/share) |
| --- | ------------------------------------------------------------------------------------ | -------- | ---------------------- | -------------------------- | -------------------------- | --------------------------------------- |
| 123 | A la recerca del Bastó Màgic Nyoibō no Himitsu (如意棒の秘密)                        | 161-162  | 17 d'agost de 1988     | ?                          | 4 d'abril de 2012          | 65.000 / 2,3%                           |
| Després de la fi del regnat d'en Satanàs Cor Petit, que abans de morir ha deixat descendència, en Son Goku ha tornat a la Torre d'en Karin per recuperar-se. Allà, ha sabut que encara hi ha una manera de fer ressuscitar els seus amics, aconseguint que Kami, el Déu de la Terra i creador de les Boles de Drac, faci reviure el drac Sheron. Abans, però, haurà de trobar el Bastó Màgic. |                                                                                      |          |                        |                            |                            |                                         |
| 124 | El temple als núvols Kumo no Ue no Shinden (雲の上の神殿)                            | 162-163  | 24 d'agost de 1988     | ?                          | 4 d'abril de 2012          | 87.000 / 3%                             |
| Després de trobar el Bastó Màgic, en Son Goku ha pogut arribar al Palau de Déu, situat per sobre de la Torre Sagrada d'en Karin. Allà, abans de poder tenir una audiència amb Kami, s'haurà d'enfrontar al senyor Popo, ajudant del Déu de la Terra, un rival molt més poderós del que sembla a primera vista.                                                                                |                                                                                      |          |                        |                            |                            |                                         |
| 125 | Déu apareix Kami-sama Tōjō!! (神様登場!!)                                            | 164      | 31 d'agost de 1988     | ?                          | 5 d'abril de 2012          | 72.000 espectadors / 2,8%               |
| Després d'enfrontar-se al senyor Popo, en Son Goku per fi es trobarà cara a cara amb el Déu de la Terra i es quedarà glaçat de veure el seu aspecte. Més tard, haurà de decidir si es queda tres anys al Palau de Déu a entrenar-se amb el senyor Popo. És la condició que li imposa Kami per fer reviure el drac Sheron, l'únic que pot fer ressuscitar els seus amics.                      |                                                                                      |          |                        |                            |                            |                                         |
| 126 | La resurrecció del Drac Yomigaeru Shenron!! (よみがえる神龍!!)                       | 165      | 14 de setembre de 1988 | ?                          | 5 d'abril de 2012          | 74.000 espectadors / 2,8%               |
| La decisió d'en Son Goku de quedar-se tres anys al Palau de Déu per entrenar-se per al pròxim torneig mundial d'arts marcials faria que el drac Sheron tornés a la vida i, d'aquesta manera, podrien ressuscitar el mestre Muten Roshi, en Krilin, en Xaos i totes les persones que van morir per culpa de l'onada de destrucció d'en Satanàs Cor Petit.                                      |                                                                                      |          |                        |                            |                            |                                         |
| 127 | Més ràpid que el llamp Kaminari yori mo Hayaku!! (カミナリよりも速く!!)              | Original | 21 de setembre de 1988 | ?                          | 7 d'abril de 2012          | ?                                       |
| En Son Goku ha començat uns entrenaments cada cop més durs amb el seu nou mestre. La primera prova que li ha proposat el senyor Popo és pujar a una misteriosa muntanya a buscar la llegendària Corona Sagrada. En Son Goku és conscient que, si no és més ràpid que un llamp, hi pot deixar la vida.                                                                                         |                                                                                      |          |                        |                            |                            |                                         |
| 128 | En Son Goku aprèn a pescar Sora no yō ni Shizuka ni (空のように静かに)               | Original | 28 de setembre de 1988 | ?                          | 7 d'abril de 2012          | ?                                       |
| Després de superar la prova de la Corona Sagrada, el senyor Popo ha encomanat una altra missió a en Son Goku perquè aprengui què és la serenitat. D'entrada, el seu objectiu és trobar un adversari que estigui a la seva altura, però aviat s'adonarà que va totalment desencaminat. En Son Goku està a punt de descobrir que la concentració és la base de tot.                             |                                                                                      |          |                        |                            |                            |                                         |
| 129 | Més enllà del temps Toki o Kakeru Gokū (時をかける悟空)                              | Original | 12 d'octubre de 1988   | ?                          | 8 d'abril de 2012          | 32.000 / 1,2%                           |
| El pròxim exercici que li proposa el senyor Popo a en Son Goku per continuar amb els entrenaments de preparació pel torneig mundial d'arts marcials és fer un viatge cap al passat. Allà es trobarà amb el mestre Follet Tortuga de jove i el seu arxienemic. Més tard, el duran davant del seu gran mestre, en Mutaito, que li ensenyarà a dominar el seu ki.                                |                                                                                      |          |                        |                            |                            |                                         |
| 130 | L'aprenentatge Gokū no Teki wa...Gokū!? (悟空の敵は...悟空!?)                        | Original | 19 d'octubre de 1988   | ?                          | 8 d'abril de 2012          | 26.000 / 0,9%                           |
| Incapaç de deixar la ment en blanc, en Son Goku li demana al senyor Popo que li busqui un rival que estigui a la seva altura. Avui en Son Goku sabrà què és enfrontar-se a ell mateix! Mentrestant, en Ten Shin Han, en Iamxa, en Krilin i en Xaos continuen el seu llarg viatge cap a la Torre Sagrada perquè els pugui entrenar el gran mestre Karin.                                       |                                                                                      |          |                        |                            |                            |                                         |
| 131 | Cadascú busca el seu objectiu Sorezore no Michi o Mezashite (それぞれの道をめざして) | Original | 26 d'octubre de 1988   | ?                          | 9 d'abril de 2012          | 96.000 / 2,8%                           |
| En Son Goku continua els seus entrenaments amb el senyor Popo, amb exercicis que cada cop el sorprenen més. En Ten Shin Han, en Iamxa, en Krilin i en Xaos, que continuen el seu viatge cap a la Torre Sagrada d'en Karin, arriben a un poble situat al costat d'un volcà que està a punt d'entrar en erupció. En Ten Shin Han, com a part de l'entrenament, intentarà aturar-lo.             |                                                                                      |          |                        |                            |                            |                                         |
| 132 | La còlera del Déu de la Muntanya Maguma yori Atsuku (マグマより熱く)                 | Original | 2 de novembre de 1988  | ?                          | 9 d'abril de 2012          | 134.000 / 3,7%                          |
| En Son Goku continua aprenent a connectar amb la ment del seu adversari intentant atrapar el senyor Popo amb els ulls embenats. Mentrestant, en Ten Shin Han, en Iamxa, en Krilin i en Xaos han decidit posar-se a prova intentant aturar l'erupció d'un volcà que amenaça els habitants de tot un poble.                                                                                     |                                                                                      |          |                        |                            |                            |                                         |

### El 23è gran torneig d'arts marcials (1988-1989)
| # | Títol en català | Adaptat | Data d'estrena al Japó | Data d'estrena a Catalunya | Data d'estrena a Catalunya | Audiència Canal 3XL (espectadors/share) |
| # | Títol en català | Adaptat | Data d'estrena al Japó | Original                   | Canal 3XL                  | Audiència Canal 3XL (espectadors/share) |
| --- | --- | ------- | ---------------------- | -------------------------- | -------------------------- | --------------------------------------- |
| 133 | El retrobament Arashi no Mae no Saikai (嵐の前の再会)                                                                        | 166     | 9 de novembre de 1988  | ?                          | 10 d'abril de 2012         | ?                                       |
| Tres anys després de la mort d'en Cor Petit, el mestre Muten Roshi, la Bulma, la Lange, l'Oolong i el Puar han arribat al 23è Torneig Mundial d'Arts Marcials, on pensen retrobar-se amb en Son Goku, en Ten Shin Han, en Iamxa, en Xaos i en Krilin. Si no hi arriben abans que s'acabi el termini de les inscripcions, es podrien quedar fora de la competició.     | |         |                        |                            |                            |                                         |
| 134 | El Campionat Mundial d'Arts Marcials Haran no Tenka'ichi Budōkai (波乱の天下一武道会)                                        | 167-168 | 16 de novembre de 1988 | ?                          | 10 d'abril de 2012         | ?                                       |
| Comença la fase preliminar del 23è Torneig Mundial d'Arts Marcials. En Son Goku es tornarà a enfrontar al rei Xappa i podrà demostrar la nova tècnica que ha adquirit entrenant-se amb el senyor Popo. L'aparició d'un antic rival d'en Son Goku, que posarà en perill la vida d'en Xaos, serà la nota negativa d'aquest primer dia de competició.                    | |         |                        |                            |                            |                                         |
| 135 | Els vuit millors candidats Erabareta Hachinin (選ばれた8人)                                                                  | 168-169 | 23 de novembre de 1988 | ?                          | 11 d'abril de 2012         | 100.000 / 3%                            |
| Després de la terrible derrota d'en Xaos per part d'en Tao Pai Pai, ara convertit en robot, avui se sabran quins són els vuit finalistes d'aquest 23è Torneig Mundial d'Arts Marcials. En Tao Pai Pai està disposat a venjar-se d'en Goku i d'en Ten Shin Han, tots tres entre els vuit finalistes.                                                                   | |         |                        |                            |                            |                                         |
| 136 | El contraatac del temible Tao Pai Pai Koroshiya Taopaipai no Gyakushū (殺し屋桃白白の逆襲)                                   | 169-170 | 30 de novembre de 1988 | ?                          | 11 d'abril de 2012         | 107.000 / 2,9%                          |
| Els aparellaments dels quarts de final són els següents: en Son Goku contra la participant desconeguda, en Krilin contra en Júnior, en Xen contra en Iamxa. I en Ten Shin Han, que serà el primer de lluitar, serà el protagonista d'un combat espectacular on intentarà aturar la fúria del seu antic mestre, el temible Tao Pai Pai.                                | |         |                        |                            |                            |                                         |
| 137 | En Son Goku es casa Son Gokū no Kekkon (孫悟空の結婚)                                                                        | 171-172 | 7 de desembre de 1988  | ?                          | 12 d'abril de 2012         | ?                                       |
| Amb en Tao Pai Pai fora de la competició, comença el segon combat dels quarts de final, que enfrontarà en Son Goku contra una rival que encara no s'ha donat a conèixer. Per saber de qui es tracta, en Son Goku primer l'haurà de vèncer i, després de fer memòria, haurà de complir una promesa que va fer fa molt de temps.                                        | |         |                        |                            |                            |                                         |
| 138 | En Xen, un candidat gens corrent Nazo no Otoko Shen (謎の男・シェン)                                                         | 173-174 | 14 de desembre de 1988 | ?                          | 12 d'abril de 2012         | ?                                       |
| Després que en Son Goku li proposés matrimoni a la Xixi, ha començat el tercer combat dels quarts de final, que enfronta en Krilin contra el poderós Júnior. Més tard, en Iamxa s'adonarà que en Xen, un rival que d'entrada sembla força dèbil, pot arribar a ser una amenaça molt seriosa.                                                                          | |         |                        |                            |                            |                                         |
| 139 | En Son Goku contra en Ten Shin Han Gekitō Futatabi! Gokū tai Tienshinhan (激闘ふたたび!悟空ＶＳ天津飯)                       | 175-176 | 21 de desembre de 1988 | ?                          | 13 d'abril de 2012         | 50.000 / 1,8%                           |
| Després de l'últim combat de quarts de final, descobrirem el secret que amaga el misteriós Xen. A més, avui comencen les semifinals amb un combat entre dos amics que es coneixen molt bé: en Son Goku i en Ten Shin Han. Tots dos podran comprovar l'evolució de la seva tècnica després de tres anys d'intensos entrenaments.                                       | |         |                        |                            |                            |                                         |
| 140 | En Son Goku i en Ten Shin Han continuen lluitant Hontō no Chikara (ほんとうの力)                                             | 177-178 | 11 de gener de 1989    | ?                          | 13 d'abril de 2012         | 68.000 / 2,2%                           |
| Continua l'espectacular combat de la primera semifinal del 23è Torneig Mundial d'Arts Marcials que enfronta en Son Goku i en Ten Shin Han, que de mica en mica es va adonant que el seu amic i rival és molt més poderós del que es pensava. Després de quedar en ridícul per una maniobra d'en Son Goku, en Ten Shin Han decideix fer servir la seva arma secreta.   | |         |                        |                            |                            |                                         |
| 141 | Tots per un i un per tots Yonin no Tenshinhan (四人の天津飯)                                                                 | 178-179 | 18 de gener de 1989    | ?                          | 14 d'abril de 2012         | ?                                       |
| En Ten Shin Han ha decidit dividir-se en quatre per atacar un Son Goku, que cada vegada es mostra més poderós i amb més recursos. Ara, davant de quatre adversaris, en Son Goku haurà de posar en pràctica tot el que ha après durant aquests tres anys, si no vol quedar fora de la competició. Avui se sabrà qui és el primer finalista.                            | |         |                        |                            |                            |                                         |
| 142 | En Xen contra el fill d'en Satanàs Cor Petit Docchi ga Tsuyoi!? Kami tai Pikkoro Daimaō (どっちが強い!?神ＶＳピッコロ大魔王) | 180-181 | 25 de gener de 1989    | ?                          | 14 d'abril de 2012         | ?                                       |
| Abans de l'inici de la segona semifinal del 23è Torneig Mundial d'Arts Marcials, que enfrontarà en Xen contra en Júnior, en Son Goku ha confirmat que en Xen és, en realitat, el Déu de la Terra. Si en Júnior passa a la final, s'haurà d'enfrontar a en Son Goku en un combat que podria ser llegendari.                                                            | |         |                        |                            |                            |                                         |
| 143 | Pel futur del món Kono Yo no Unmei o Kakete! (この世の運命を賭けて!))                                                        | 182-183 | 1 de febrer de 1989    | ?                          | 15 d'abril de 2012         | ?                                       |
| Ha arribat el moment de la veritat. En Son Goku ha explicat als seus companys la veritat de Kami, el Déu de la Terra, i d'en Satanàs Cor Petit, que representen el bé i el mal i que, en realitat, són la mateixa entitat. Comença la gran final del 23è Torneig Mundial d'Arts Marcials, un combat que decidirà el futur del món lliure.                             | |         |                        |                            |                            |                                         |
| 144 | L'últim combat Deta! Kyūkyoku no Chōkamehameha (でた!究極の超カメハメ波)                                                     | 183-185 | 8 de febrer de 1989    | ?                          | 15 d'abril de 2012         | ?                                       |
| Continua la batalla que decidirà el futur del món en aquesta gran final que enfronta en Son Goku i en Júnior. En Son Goku no té clar si ha de fer servir el seu Kamehame letal, perquè sap que si mata el seu rival també sacrificarà Kami, Déu de la Terra, que és a la panxa del seu adversari.                                                                     | |         |                        |                            |                            |                                         |
| 145 | El gegant del torneig Pikkoro Daimaō Chōkyoshinjutsu (ピッコロ大魔王超巨身術)                                                | 185-187 | 15 de febrer de 1989   | ?                          | 16 d'abril de 2012         | 88.000 / 2,6%                           |
| Per fi ha quedat clar que en Cor Petit Júnior és, en realitat, la reencarnació del Gran Rei dels Dimonis. Tot seguit, s'ha convertit en un gegant i ha continuat atacant en Son Goku, que ara podria tenir l'oportunitat d'entrar al cos del seu rival per atacar-lo des de l'interior.                                                                               | |         |                        |                            |                            |                                         |
| 146 | La lleialtat d'en Son Goku Son Gokū no Wana (孫悟空のワナ)                                                                   | 187-189 | 22 de febrer de 1989   | ?                          | 16 d'abril de 2012         | 131.000 / 3,6%                          |
| Continua la gran final del 23è Torneig Mundial d'Arts Marcials entre en Son Goku i la reencarnació del Gran Rei dels Dimonis. En Son Goku està disposat a arriscar la vida per salvar Kami, el Déu de la Terra, que es troba a l'interior del seu rival. Finalment, en Cor Petit Júnior torna a sorprendre tothom fent servir l'atac més poderós que s'hagi vist mai. | |         |                        |                            |                            |                                         |
| 147 | Una prova difícil Banji Kyūsu!! (万事休す!!)                                                                                 | 190-192 | 1 de març de 1989      | ?                          | 17 d'abril de 2012         | 112.000 / 3,2%                          |
| L'últim atac d'en Cor Petit Júnior ha acabat destrossant tota l'illa on se celebra el 23è Torneig Mundial d'Arts Marcials i ha posat en perill la vida de tots els companys d'en Son Goku. Ara, fins i tot el poderós Kami creu que en Son Goku serà incapaç de sobreviure a la carnisseria del seu rival.                                                            | |         |                        |                            |                            |                                         |
| 148 | La victòria final Yatta! Chikyūjō Saikyō no Otoko (やった!地球上最強の男)                                                    | 192-194 | 8 de març de 1989      | ?                          | 17 d'abril de 2012         | 98.000 / 2,6%                           |
| La gran final del 23è Torneig Mundial d'Arts Marcials, que enfronta en Son Goku i el malvat Cor Petit Júnior, reencarnació del Gran Rei dels Dimonis, ha entrat a la fase definitiva. En Son Goku, amb els braços i les cames destrossats, està a punt de rebre el brutal atac del seu rival, que podria posar fi a la seva vida i amb el futur del món lliure.       | |         |                        |                            |                            |                                         |

### El casament (1989)
| # | Títol en català | Adaptat  | Data d'estrena al Japó | Data d'estrena a Catalunya | Data d'estrena a Catalunya | Audiència Canal 3XL (espectadors/share) |
| # | Títol en català | Adaptat  | Data d'estrena al Japó | Original                   | Canal 3XL                  | Audiència Canal 3XL (espectadors/share) |
| --- | --- | -------- | ---------------------- | -------------------------- | -------------------------- | --------------------------------------- |
| 149 | El vestit de núvia Honō no Naka no Uedingu Doresu (炎の中のウエディングドレス)                                     | Original | 15 de març de 1989     | ?                          | 18 d'abril de 2012         |                                         |
| Després de derrotar en Cor Petit Júnior, sense matar-lo per evitar la mort del Déu de la Terra, en Son Goku i la Xixi van cap al regne del seu pare, l'Ox Satan. Allà, després d'anunciar el seu casament i de veure el vestit de núvia de la mare de la Xixi, es declara un incendi al castell que només es pot apagar amb un ventall màgic.                                                      | |          |                        |                            |                            |                                         |
| 150 | El Menjafoc Maboroshi no Hi Kui Dori (幻の火喰い鳥)                                                                | Original | 22 de març de 1989     | ?                          | 18 d'abril de 2012         |                                         |
| Després de trobar el llibre que explica com fer el Basho-sen, el ventall màgic que apagarà el foc del castell de l'Ox Satan, en Son Goku i la Xixi hauran d'anar a buscar una ploma d'un ocell llegendari, el Menjafoc, que viu a l'interior d'un volcà. Allà, es trobaran amb un científic que els donarà una altra informació.                                                                   | |          |                        |                            |                            |                                         |
| 151 | La Xixi treballa fort per ser una bona esposa Chichi no Hanayome Shugyō no Okage Desu (チチの花嫁修業のおかげです) | Original | 5 d'abril de 1989      | ?                          | 19 d'abril de 2012         | 86.000 / 2,7%                           |
| La vida de l'Ox Satan perilla, a mesura que les flames del castell avancen. En Son Goku i la Xixi s'han encaminat a la muntanya que els va dir el científic, però una tempesta els ha fet anar a parar a la casa d'una velleta que els ha dit que la neu de la muntanya apagarà el foc. Mentre en Son Goku hi puja tot sol, la Xixi es queda amb la velleta a aprendre a fer de mestressa de casa. | |          |                        |                            |                            |                                         |
| 152 | La Muntanya dels Cinc Elements Isoge Gokū! Gogyōzan no Nazo (いそげ悟空!五行山のなぞ)                              | Original | 12 d'abril de 1989     | ?                          | 19 d'abril de 2012         | 117.000 / 3,5%                          |
| La Baba, la vident, després d'explicar a en Son Goku i a la Xixi que el ventall màgic no apagarà el foc del castell de l'Ox Satan, els ha enviat al Forn Màgic, que és a la perillosa Muntanya dels Cinc Elements. Allà, es trobaran amb en Gohan i l'Amin, que els impediran apagar les flames del Forn Màgic.                                                                                    | |          |                        |                            |                            |                                         |
| 153 | A les flames de l'infern Moeru Furaipan Yama! Isshun no Kesshikō (燃えるフライパン山!一瞬の決死行)                 | Original | 19 d'abril de 1989     | ?                          | 20 d'abril de 2012         | 59.000 / 2,1%                           |
| En Gohan i l'Amin no permetran que en Son Goku apagui les flames de l'infern, que són les que han provocat l'incendi al castell de l'Ox Satan i que amenacen de cremar tot el regne i el vestit de núvia de la Xixi. Si vol salvar el pare de la seva futura esposa, en Son Goku s'haurà de jugar la vida baixant al Forn Màgic per segellar-ne la fissura.                                        | |          |                        |                            |                            |                                         |